# Resistencia alemana al nazismo

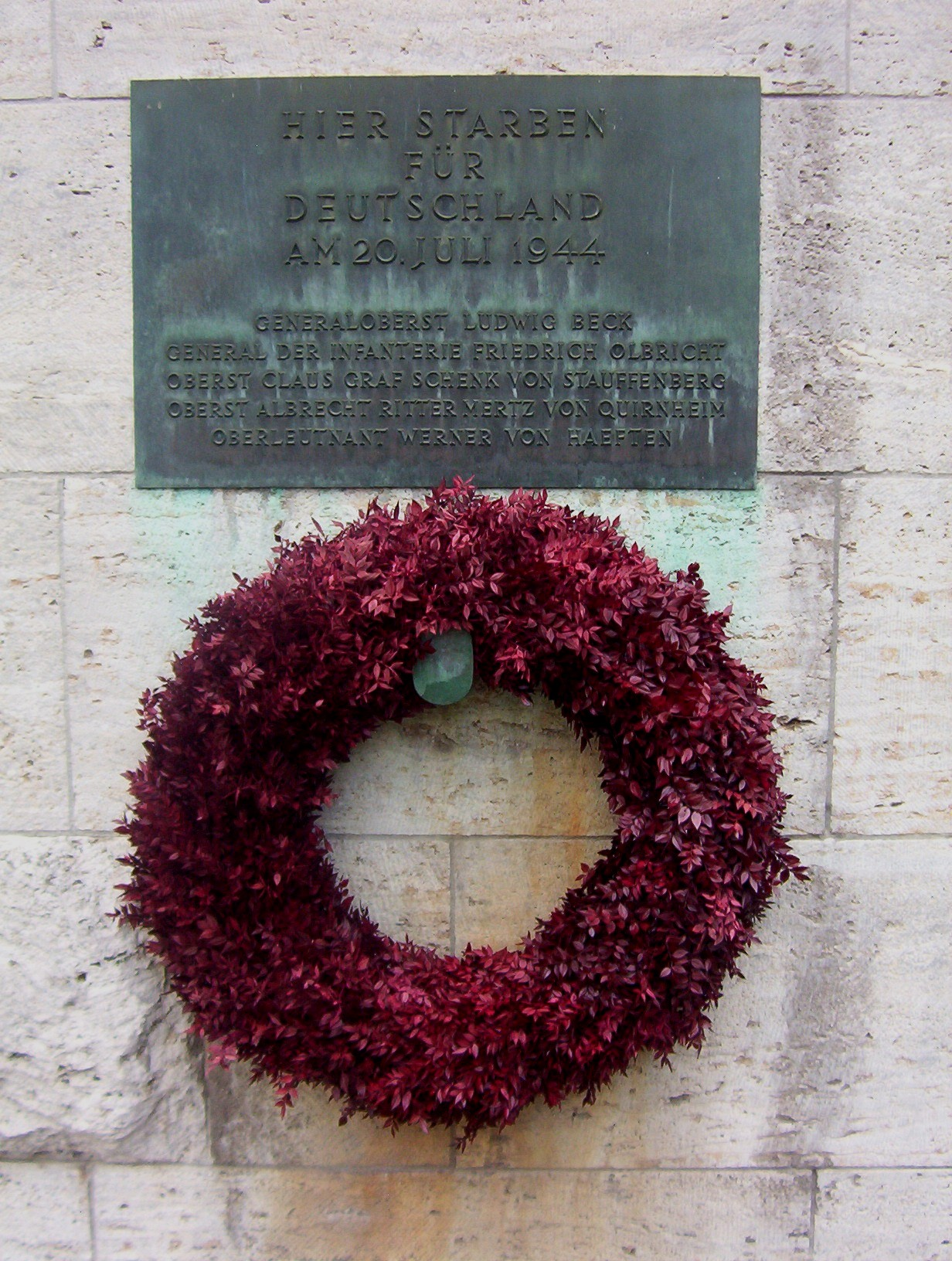
Placa conmemorativa de los miembros de la resistencia y corona en Bendlerblock, Berlín

La resistencia alemana fue la oposición de individuos y grupos tanto civiles como militares en Alemania al régimen nazi entre 1933 y 1945.

## Historia
La resistencia alemana fue mayoritariamente pasiva en sus comienzos y hacia 1942 se hizo más activa, en especial entre el ejército y ciertos mandos militares.
El término resistencia alemana no debe entenderse en el sentido de un movimiento de resistencia cohesionado en torno a un liderazgo común en Alemania en cualquier momento durante el período nazi, del mismo modo que otros casos similares que fueron coordinados por los aliados (por ejemplo) el Estado secreto polaco, la resistencia francesa y la resistencia italiana.
Mientras que algunos grupos o individuos se organizaban para ayudar a la huida de los perseguidos, distribuir panfletos y entorpecer las maquinaciones del nazismo, otros participaban en planes para eliminar a Hitler y derrocar a su régimen, como el quizás más potente pero fracasado intento de asesinar a Adolf Hitler el 20 de julio de 1944 (Operación Valquiria).
La resistencia alemana al nazismo se originó de manera creciente en diversos ámbitos y estamentos civiles y militares de la sociedad alemana, en grupos pequeños y aislados por lo general que operaron independientemente, y en algún momento conectados entre sí, a los que la Oficina Central de Seguridad del Reich mediante la Gestapo intentaban desbaratar.

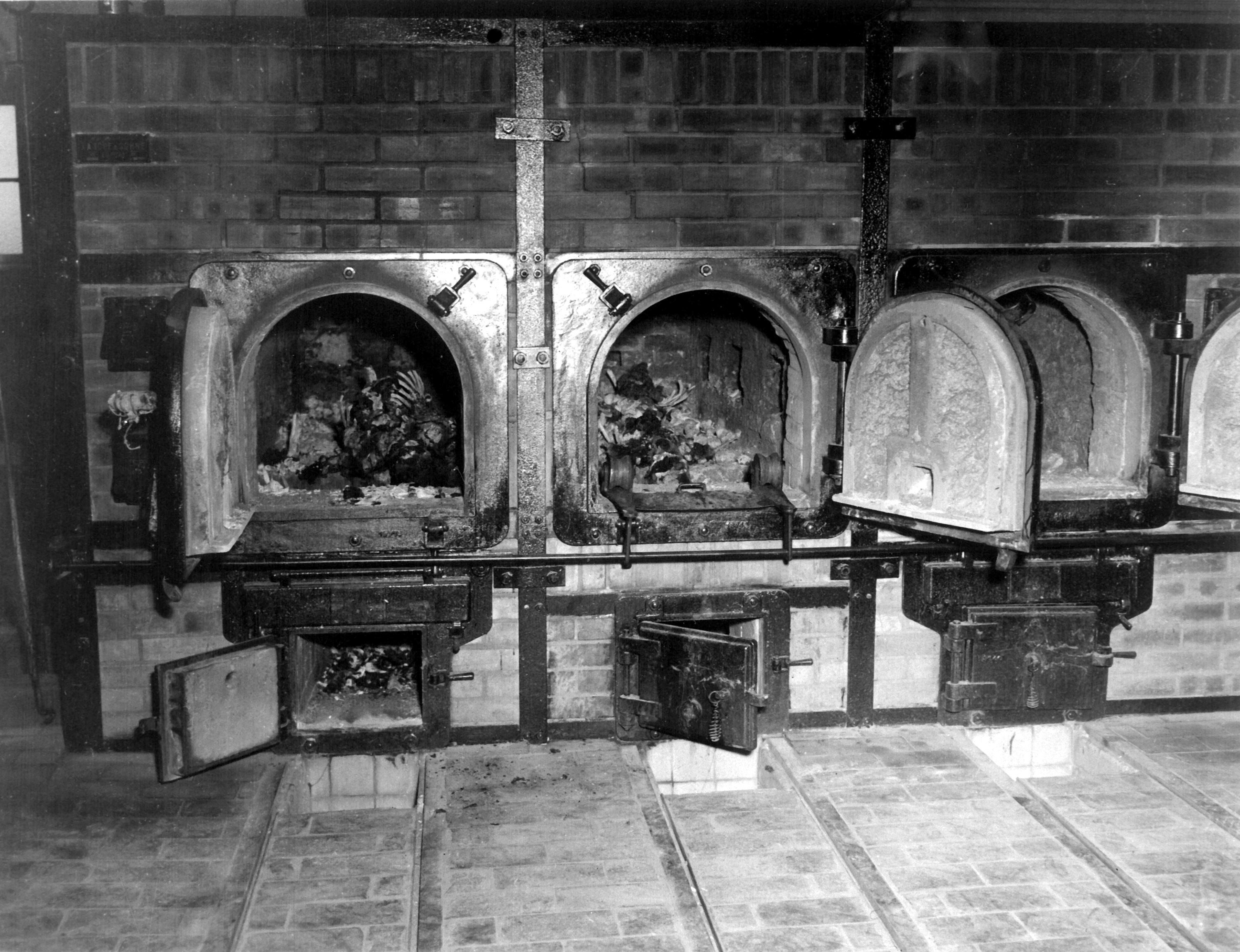
Huesos de mujeres alemanas antinazis se pueden ver en el crematorio del campo de concentración de Buchenwald en Weimar, Alemania. Foto tomada por la 3rd U.S. Army, 14 de abril de 1945

El movimiento de resistencia alemana consistió en varias líneas diferentes, políticas e ideológicas, que representaban a las diferentes clases sociales de la sociedad alemana y rara vez eran capaces de trabajar juntos - de hecho, para gran parte del período hubo poco o ningún contacto entre los diversos focos de la resistencia.
Un foco de resistencia fueron las redes clandestinas de los socialdemócratas (SPD) y comunistas (KPD) marginados por el nazismo. Estas redes pueden ser mejor descritas como "oposición" en lugar de "resistencia", ya que ejercieron poca actividad de resistencia abierta, aparte de la incitación a la huelga. Por el contrario, trataron de preservar su integridad con la esperanza de aprovechar un cambio político futuro. Una excepción fue el activista de la SPD Julius Leber, quien fue una figura de la resistencia activa. También hubo resistencia por parte de la unión anarcosindicalista, la Freie Arbeiter-Union Deutschlands (FAUD), la organización anarcosindicalista más importante de Alemania que distribuyó propaganda antinazi y ayudó a muchas personas a huir del país. Otro grupo, la Orquesta Roja (Rote Kapelle), estaba compuesto por antifascistas y comunistas alemanes, así como de una mujer estadounidense. Los miembros de este grupo comenzaron a ayudar a sus amigos judíos ya en el año 1933.
Otro apartado se basaba en la resistencia de las minorías dentro de las iglesias cristianas, tanto católicas como protestantes. Su papel fue más bien simbólico - una pequeña minoría de clérigos cristianos se pronunciaron en contra del régimen, como los pastores protestantes Dietrich Bonhoeffer y Martin Niemöller (este último después de su apoyo inicial a Hitler) y el obispo católico Clemens von Galen, y su ejemplo inspiró algunos actos de resistencia abierta, como el grupo de alumnos de la Rosa Blanca en Múnich. La Iglesia católica en su conjunto se oponía al régimen sólo cuando sus propios valores más profundos fueron denostados, como en la oposición al programa nazi de «eutanasia» (en realidad, asesinatos masivos) bajo el nombre en clave Aktion T4. Las iglesias protestantes no se oponían directamente al régimen, aunque un número de ministros protestantes sí lo hicieron.
Un tercer capítulo que podría llamarse la "resistencia no organizada" - alemanes a título particular o pequeños grupos de personas que actúan desafiando las políticas gubernamentales, o de formas que son subversivas para el sistema nazi. En este apartado estarían incluidos un gran número de alemanes que ayudaron a judíos a sobrevivir al Holocausto nazi, ocultándolos, obteniendo los documentos por ellos o con otras formas de ayuda. Más de trescientos alemanes han sido reconocidos por este tipo de actividad. También incluye, en particular en los últimos años del régimen, las redes informales de jóvenes alemanes que eludieron servir en las Juventudes Hitlerianas y desafiaron las políticas culturales de los nazis de diferentes maneras.
Por último, existió una red de resistencia dentro de la propia maquinaria del Estado alemán, centrada en el Ejército, el Ministerio de Relaciones Exteriores y la organización de inteligencia militar, el Abwehr. Estos grupos dieron lugar a conspiraciones contra Hitler en 1938 y nuevamente en 1939, pero por diversas razones no pudieron actuar y llevar a cabo sus objetivos. Después de la derrota alemana en la batalla de Stalingrado en 1942, fueron capaces de ponerse en contacto con un número significativo de oficiales del Ejército que estaban convencidos de que Hitler estaba llevando a Alemania al desastre, aunque algunos estaban menos dispuestos a participar de forma clara en una resistencia activa. Estos opositores a Hitler estaban formados en gran parte por miembros de la aristocracia prusiana de edad avanzada, ya que esta fue la única clase social en la que la ideología nazi no había penetrado con éxito.
En casi todas las comunidades de Alemania había miembros que fueron llevados a los campos de concentración, ya en 1935 había anuncios de alerta: "Querido Señor, manténme callado para no terminar en Dachau." (Casi rima en alemán: Lieber Herr Gott mach mich stumm / Daß ich nicht nach Dachau komm.). "Dachau" hace referencia al Campo de concentración de Dachau. Esta es una parodia de una oración típica alemana, "Lieber Gott mach mich fromm, daß ich in den Himmel komm" («Querido Señor, hazme piadoso para que pueda ir al Cielo»).
Entre 1933 y 1945, más de 3 millones de alemanes habían estado en los campos de concentración o en prisión por razones políticas, y alrededor de 77 000 alemanes murieron por una u otra forma de resistencia por tribunales de fuero especial, consejos de guerra y el sistema de justicia civil. Muchos de estos alemanes habían servido en el Gobierno, el ejército o en empleos civiles, lo que les permitió participar en la subversión y la conspiración.

### Tipo y organizaciones de resistencia germana durante el nazismo
- Resistencia pasiva de individuos o grupos de personas provenientes de la nobleza, instituciones religiosas e intelectualidad alemana que realizan acciones contrarias al régimen (mayoritariamente), ejemplo: Círculo de Kreisau, Rosa Blanca
- Resistencia forzada del exterior compuesta por individuos capturados por los aliados tendentes a sabotear la moral del pueblo alemán, por ejemplo el "Comité por la Alemania Libre" conformado por grupos de prisioneros germanos de alta connotación cohesionados por los servicios de inteligencia soviéticos.
- Resistencia militar de grupos de oficiales de la Wehrmacht, por ejemplo: Conspiración de Zossen.
- Resistencia en los campos de concentración, ejemplo: Europäische Union.
- Resistencia religiosa pero solo representadas por individuos aislados, no por una institución religiosa en sí, ejemplo: Clemens August Graf von Galen.
- Grupos de partidos de izquierda (KPD), por ejemplo el Grupo Bästlein-Jacobs-Abshagen.
- Grupos paramilitares surgidos en los territorios ocupados, en especial Bielorrusia (partisanos).

## Resistencia pre-guerra 1933-39
Casi no hubo resistencia organizada contra el régimen de Hitler en el período comprendido entre su nombramiento como canciller en enero de 1933 y la crisis de Checoslovaquia en 1938. En julio de 1933 todos los demás partidos políticos y los sindicatos fueron suprimidos, la prensa y la radio estaba bajo control estatal y la mayoría de los elementos de la sociedad civil fueron neutralizados. El Concordato entre Alemania y la Santa Sede de julio de 1933 acabó con cualquier posibilidad de resistencia sistemática por parte de la Iglesia católica. La iglesia protestante más importante en número, la Iglesia Evangélica Alemana, fue generalmente pronazi, a pesar de existir una facción minoritaria que se opuso a esta posición. La ruptura del poder de las SA en la noche de los cuchillos largos en julio de 1934 acabó con cualquier posibilidad de un desafío del ala "socialista" del Partido Nazi, y llevó también al Ejército a una alianza más estrecha con el régimen.
Todas las fuentes coinciden en que el régimen de Hitler fue abrumadoramente popular entre el pueblo alemán durante este período. Los fracasos de la República de Weimar habían desacreditado a la democracia a los ojos de la mayoría de los alemanes. El aparente éxito de Hitler para restaurar el pleno empleo después de los estragos de la Gran Depresión (que se lograron principalmente a través de la reintroducción del servicio militar, una política para que las mujeres se quedasen en casa y criasen a sus hijos, un programa de choque con nuevo armamento, y la eliminación gradual de los judíos de la fuerza de trabajo) y sus éxitos sin derramamiento de sangre de la política exterior, tales como la reocupación de Renania en 1936 y la anexión de Austria en 1938, llevaron al régimen nazi a una aclamación casi total.
Durante este período, el SPD y el KPD habían logrado mantener sus redes, aunque el legado anterior a 1933 y los conflictos entre las dos partes hizo que no fueran capaces de cooperar entre ellos. Estas redes fueron infiltradas con frecuencia por la Gestapo y la tasa de arrestos y ejecuciones de activistas del SPD y el KPD fue alta, pero la red sigue siendo capaz de reclutar a nuevos miembros de la clase obrera industrial, que se resentían de la estricta disciplina en el trabajo  impuesta por el régimen durante su carrera para rearmarse. La dirección exiliada del SPD en Praga fue capaz de recibir y publicar informes precisos de los acontecimientos dentro de Alemania. Pero más allá de mantener su existencia y de fomentar la agitación laboral, a veces dando lugar a huelgas de corta duración, estas redes no fueron capaces de lograr objetivos concretos.
Quedaba, sin embargo, una importante base para la oposición al régimen de Hitler. Aunque el partido nazi había tomado el control del Estado alemán, que no había destruido por completo y reconstruir el aparato estatal de la forma en que el régimen bolchevique había hecho en la Unión Soviética. Instituciones como el Ministerio de Relaciones Exteriores, los servicios de inteligencia y, sobre todo, el Ejército, mantuvieron cierto grado de independencia, mientras que exteriormente representaban al nuevo régimen. La independencia del Ejército se erosionó en 1938, cuando tanto el ministro de la Guerra, el general Werner von Blomberg, y el jefe del Ejército, el general Werner von Fritsch fueron destituidos de sus cargos, pero se mantuvo una red de críticos informal entre los funcionarios del régimen nazi.
En 1936, gracias a un informante, las redadas de la Gestapo diezmaron grupos anarcosindicalistas en toda Alemania, dando como resultado la detención de ochenta y nueve personas. La mayoría terminaron encarcelados o asesinados por el régimen. Los grupos alentaron acciones colectivas (como las huelgas), impresión y distribución de propaganda antinazi y reclutamiento de gente para luchar contra los aliados fascistas de los nazis durante la Guerra Civil Española.[cita requerida]
Como parte del acuerdo con las fuerzas conservadoras por las que Hitler fue nombrado canciller en 1933, el conservador independiente Konstantin von Neurath permaneció como ministro de Relaciones Exteriores, puesto que ocupó hasta 1938. Durante su período en el Ministerio de Relaciones Exteriores, con su red de diplomáticos y el acceso a la inteligencia, se convirtió en la sede de un círculo activo de la resistencia, bajo el patrocinio discreto del subsecretario de Estado Ernst von Weizsäcker. Destacados miembros de este círculo fueron el embajador en Roma Ulrich von Hassell, el embajador en Moscú Friedrich Graf von der Schulenburg y los funcionarios Adam von Trott zu Solz, Erich Kordt y Hans Bernd von Haeften. Este círculo sobrevivió incluso cuando el acérrimo nazi Joachim von Ribbentrop sucedió a Neurath como ministro de Relaciones Exteriores.

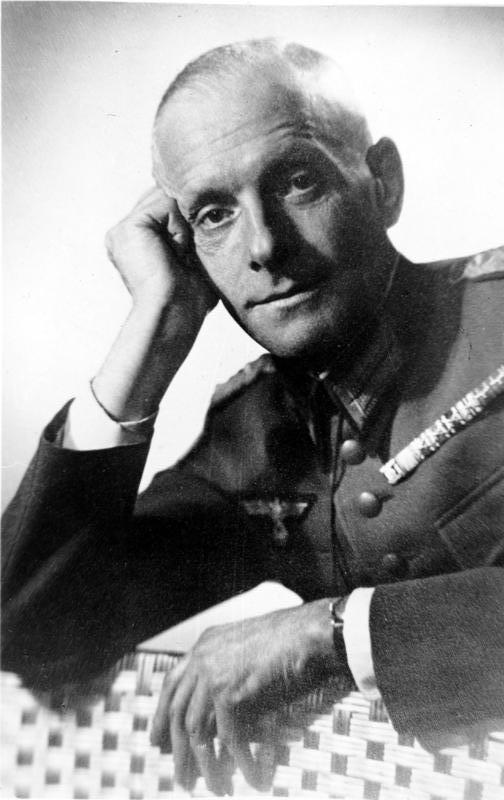
Hans Oster en 1939

El centro más importante de la oposición al régimen dentro del aparato del Estado estaba en los servicios de inteligencia, cuyas operaciones clandestinas ofrecen una excelente cobertura para la organización política. La figura clave fue el coronel Hans Oster, jefe de la Oficina de Inteligencia Militar de 1938 y un convencido antinazi ya en 1934. Fue protegido por el jefe de la Abwehr, almirante Wilhelm Canaris. Oster fue capaz de construir una extensa red clandestina de opositores potenciales en el Ejército y los servicios de inteligencia. Encontró un aliado en un principio en Hans-Bernd Gisevius, un alto funcionario del Ministerio del Interior. Hjalmar Schacht, el gobernador de la Reichsbank, estaba también en contacto con esta oposición.
El problema al que estos grupos se enfrentan, sin embargo, era la cara amable y pública proporcionada por los sucesivos triunfos del régimen. Reconocieron que era imposible cualquier tipo de resistencia política abierta en esta etapa. Esto no era, como se establece a veces, porque el aparato represivo del régimen era tan omnipresente que la protesta pública era imposible - como se demostró cuando los católicos protestaron contra la retirada de los crucifijos de las escuelas de Baviera en 1941, y el régimen dio marcha atrás. Más bien fue por el apoyo masivo de Hitler dentro del propio pueblo alemán. Si bien los movimientos de resistencia en los países ocupados podían movilizar el sentimiento patriótico en contra de la ocupación alemana, en Alemania la resistencia corría el riesgo de ser vista como antipatriota, sobre todo en tiempos de guerra. Incluso muchos oficiales del Ejército y funcionarios que detestaban a Hitler, tenían una profunda aversión a la participación en actos "subversivos" o "traición" contra el Gobierno.
Ya en 1936 Hans Oster y Hans-Bernd Gisevius llegaron a la conclusión de que un régimen tan completamente dominado por un único hombre sólo podía ser derribado por la eliminación de ese mismo hombre - ya sea con el asesinato de Hitler o al escenificar un golpe de Estado del ejército contra él. Pero esta conclusión llegó mucho tiempo antes de que un número importante de los alemanes llegaran a aceptar este punto de vista. Muchos se aferraban a la creencia de que Hitler podría ser persuadido para moderar su régimen, o que alguna otra figura más moderada podría reemplazarlo. Otros argumentaron que Hitler no tenía la culpa por los excesos del régimen y que la supresión de Heinrich Himmler y la reducción en el poder de la SS era necesaria. Algunos opositores fueron cristianos devotos que desaprobaron el asesinato como una cuestión de principios. Otros, especialmente los oficiales del ejército, se sintieron obligados por el juramento de lealtad personal que habían otorgado a Hitler en 1934.
La oposición también se vio afectada por la falta de acuerdo sobre sus objetivos, distintos de la necesidad de eliminar a Hitler del poder. Algunos opositores fueron los liberales que se oponían a la ideología del régimen nazi en su totalidad y que deseaban restaurar un sistema parlamentario de democracia. La mayoría de los oficiales del ejército y muchos de los funcionarios públicos, sin embargo, fueron conservadores y nacionalistas, y muchos habían apoyado inicialmente las políticas de Hitler - Carl Friedrich Goerdeler, el alcalde de Leipzig, fue un buen ejemplo. Algunos eran partidarios de la restauración de la dinastía Hohenzollern, otros se inclinaban por un régimen autoritario, pero no nazi. Algunos no vieron ningún problema en el antisemitismo de Hitler o el ultranacionalismo, y solo se oponían a la aparente determinación temeraria de Hitler de llevar a Alemania a una nueva guerra mundial. En estas circunstancias, la oposición fue incapaz de formar un movimiento unido o de enviar un mensaje coherente a los potenciales aliados fuera de Alemania.

## Resistencia en el Ejército 1938-42
A pesar de la eliminación de Blomberg y Fritsch, el Ejército mantuvo una considerable independencia, y oficiales de alto rango fueron capaces de discutir sus puntos de vista políticos en privado con bastante libertad. En mayo de 1938, el liderazgo del Ejército tuvo conocimiento de la intención de Hitler de invadir Checoslovaquia, aun a riesgo de una guerra con Gran Bretaña, Francia o la Unión Soviética. El Jefe de Estado Mayor del Ejército, el general Ludwig Beck, juzgó este hecho no sólo inmoral sino imprudente, ya que creía que Alemania perdería esa guerra. Oster y Beck enviaron emisarios a París y Londres para asesorar a los británicos y franceses a oponerse a las demandas de Hitler, y así fortalecer a los opositores a Hitler dentro del Ejército. Weizsäcker también envió mensajes privados a Londres instando a la resistencia. Los británicos y los franceses estaban muy dudosos de la capacidad de la oposición alemana para derrocar al régimen nazi y se ignoraron estos mensajes. Un funcionario de la Oficina de Asuntos Exteriores británico escribió el 28 de agosto de 1938: "Hemos tenido visitas similares de otros emisarios de la Reichsheer, como el Dr. Goerdeler, pero aquellos para quienes estos emisarios dicen hablar nunca nos ha dado ninguna razón para suponer que se pueden o no quieren tomar las medidas que conducirían al derrocamiento del régimen. Los acontecimientos de junio de 1934 y febrero de 1938 nos llevarían a tener muchas esperanzas de una acción enérgica por parte del Ejército contra el régimen" El primer ministro británico, Neville Chamberlain se defendió de la acusación de responsabilidad por el fracaso de los alemanes para derrocar a su Führer en 1938 por el historiador estadounidense Gerhard Weinberg. Weinberg argumentó que los tres mensajeros distintos a Londres en el verano de 1938 por parte de la oposición alemana, cada una con el mismo mensaje que si se hizo de pie sólo una empresa británica a favor de Checoslovaquia, y luego un golpe de Estado, sería eliminar el régimen nazi, y cada ignorante de la existencia de otros mensajeros 'sugirió que un grupo de personas que aparentemente no está bien organizada.
Redacción de la conspiración de 1938, el historiador alemán Klaus-Jürgen Müller señaló que la conspiración fue poco organizada y dividida además en dos grupos diferentes. Un grupo formado por el jefe del Ejército del Estado Mayor General Ludwig Beck, el jefe de la Abwehr, el almirante Wilhelm Canaris, y el Estado del Foreign Office Secretario, el barón Ernst von Weizsäcker fueron los "antiguerra" del grupo en el gobierno alemán, que estaba decidido a evitar una guerra en 1938 que intuían que Alemania iba a perder. Este grupo no se ha comprometido necesariamente al derrocamiento del régimen, pero sin apretar a otro aliado, el grupo más radical, la fracción "antinazi" en torno al coronel Hans Oster y Hans Bernd Gisevius, que querían usar la crisis como excusa para la ejecución de un golpe de estado para derrocar al régimen nazi. Los objetivos divergentes entre estas dos facciones produjeron tensiones considerables.
En agosto, Beck habló abiertamente en una reunión de los generales del Ejército en Berlín sobre su oposición a una guerra con las potencias occidentales por culpa de Checoslovaquia. Cuando Hitler fue informado de ello, exigió y recibió la renuncia de Beck. Beck era muy respetado en el Ejército y su renuncia conmocionó al cuerpo de oficiales. Su sucesor como Jefe de Estado Mayor, Franz Halder, se mantuvo en contacto con él, y también estuvo en contacto con Oster. En privado, dijo que consideraba que Hitler era "la encarnación del mal.” Durante septiembre, los planes para un movimiento contra Hitler fueron formulados, con la participación del general Erwin von Witzleben, el comandante del Ejército de la Región Militar de Berlín y por lo tanto, tenían una buena posición para realizar un golpe de Estado.
Oster, Gisevius y Schacht instaron a Halder y a Beck a organizar un golpe de estado inmediato contra Hitler, pero los oficiales del Ejército argumentaron que sólo podrían obtener el respaldo de la oficialidad de esta medida si Hitler avanzaba hacia la guerra abierta. Halder Oster, no obstante, pidió la elaboración de planes para llevar a cabo un golpe de Estado. Weizsäcker y Canaris fueron conscientes de estos planes. Los conspiradores estaban en desacuerdo sobre qué hacer con Hitler en el caso de un exitoso golpe de estado del Ejército - finalmente superó la mayoría de sus escrúpulos y convino en que debe ser asesinado si la mayoría de los oficiales del ejército iban a ser liberados de su juramento de lealtad. Se acordó que Halder instigaría el golpe de Estado que Hitler cometió un paso evidente hacia la guerra. During the planning for the 1938 putsch, Carl Friedrich Goerdeler estaba en contacto a través del intermediario del general Alexander von Falkenhausen con la inteligencia china La mayoría de los conservadores alemanes favorecida tradicional alianza informal de Alemania con China, y se opusieron fuertemente al cambio de actitud en las políticas alemanas del Lejano Oriente efectuada a principios de 1938 por Joachim von Ribbentrop, que abandonó la alianza con China para un alineamiento con el Japón. Como consecuencia, los agentes de la inteligencia china apoya la propuesta de golpe de Estado como una forma de restablecer la alianza entre China y Alemania.
Sorprendentemente, el comandante del Ejército, el general Walther von Brauchitsch, era muy consciente de los preparativos de golpe de Estado. Le dijo a Halder que no podía tolerar tal acto, pero no informó a Hitler, a quien le fue hacia el exterior servil, de lo que él sabía. Este fue un claro ejemplo del código de solidaridad en silencio entre los altos oficiales del ejército alemán, que iba a sobrevivir y proporcionar un escudo para los grupos de resistencia hasta, y en muchos casos más allá, la crisis de julio de 1944.
El 13 de septiembre, el Primer Ministro británico, Neville Chamberlain, anunció que iba a viajar a Alemania para cumplir con Hitler y desactivar la crisis sobre Checoslovaquia. Esto arrojó los conspiradores en la incertidumbre. Cuando, el 20 de septiembre, parecía que las negociaciones se habían roto y que Chamberlain podría resistirse a las exigencias de Hitler, los preparativos de golpe de Estado fueron revividos y finalizados. Todo lo que se requería era la señal de Halder.
El 28 de septiembre, sin embargo, Chamberlain dio marcha atrás y aceptó una reunión en Múnich, en la que aceptó el desmembramiento de Checoslovaquia. Esto sumió a la resistencia en la desmoralización y la división. Halder dijo que ya no es apoyar un golpe de Estado. Los otros conspiradores fueron amargamente crítica de Chamberlain, pero eran impotentes para actuar. Esto fue lo más parecido a una exitosa conspiración contra Hitler antes de la parcela 20 de julio de 1944.
Cuando la guerra volvió a crecer más probable a mediados de 1939, los planes para un golpe preventivo se revivieron. Oster todavía estaba en contacto con Halder y Witzleben, aunque Witzleben había sido trasladado a Fráncfort del Meno, lo que reduce su capacidad para dirigir un golpe de estado. En una reunión con Goerdeler, Witzleben acordaron formar una red de comandantes del ejército dispuesto a tomar parte para evitar una guerra contra las potencias occidentales. Pero el nivel de apoyo en el cuerpo de oficiales de un golpe de Estado se había reducido considerablemente desde 1938. La mayoría de los funcionarios, en particular los fondos terratenientes prusianos, eran fuertemente antipolacos y vio a una guerra para recuperar el Danzig y otros territorios perdidos del este como justificada. Justo antes de la invasión de Polonia en agosto de 1939, el general Eduardo Wagner
que fue uno de los oficiales involucrados en el fallido golpe de Estado de septiembre de 1938 escribió en una carta a su esposa: "Creemos que vamos a hacer el trabajo rápido de los polacos, y en verdad, estamos encantados ante la perspectiva. Ese negocio debe ser aclarado" (con énfasis en el original).
Esto no obstante, marcó un importante punto de inflexión. En 1938 el plan había sido para el Ejército en su conjunto, dirigido por Halder y si es posible Brauchitsch, para deponer a Hitler. Ahora se reconoció que esto no era posible, y una organización conspirativa fue que se formó en el Ejército y el servicio civil en lugar.
La oposición, una vez más instó a Gran Bretaña y Francia para hacer frente a Hitler: Halder se reunió en secreto con el embajador británico Sir Nevile Henderson para instar a la resistencia. El plan fue de nuevo para un golpe de Estado en el momento en que Hitler se trasladó a declarar la guerra. Sin embargo, aunque Gran Bretaña y Francia estaban ahora dispuestos a ir a la guerra en Polonia, como la guerra se acercó a Halder perdió los nervios. Schacht, Gisevius Canaris y desarrolló un plan para hacer frente a Brauchitsch y Halder y la demanda que deponer a Hitler y evitar la guerra, pero no salió nada de esto. Cuando Hitler invadió Polonia el 1 de septiembre, los conspiradores fueron incapaces de moverse.
El estallido de la guerra hizo que la mayor movilización de la resistencia en el ejército más difícil. Halder siguió a vacilar. A finales de 1939 y principios de 1940 se opuso a los planes de Hitler para atacar a Francia, y se mantuvo en contacto con la oposición a través del general Carl-Heinrich von Stülpnagel, un opositor activo. Hablar de un nuevo golpe de Estado comenzaron a circular, y por primera vez la idea de matar a Hitler con una bomba fue considerado por los miembros más decidido de los círculos de resistencia, tales como Oster y Kordt Erich, quien se declaró dispuesto a hacer la escritura. En la sede del Ejército en Zossen, al sur de Berlín, un grupo de oficiales llamado Grupo de Acción Zossen también estaba planeando un golpe de Estado.
Cuando en noviembre de 1939 parecía que Hitler estaba a punto de ordenar un ataque inmediato en el oeste, los conspiradores convencido General Wilhelm Ritter von Leeb, comandante del Grupo de Ejércitos C en la frontera con Bélgica, para apoyar un golpe de Estado planificado, si Hitler dio dicha orden. Al mismo tiempo Oster advirtió a los holandeses y los belgas de que Hitler estaba a punto de atacarlos - sus advertencias no se cree. Pero cuando Hitler pospuso el ataque hasta 1940, la conspiración de nuevo perdió impulso, y Halder, por considerar que el pueblo alemán no aceptaría un golpe de Estado. Una vez más, la oportunidad se perdió.
Los complots de 1938 y 1939 mostraron la fuerza y la debilidad del cuerpo de oficiales como posibles líderes de un movimiento de resistencia. Su fuerza era su lealtad y solidaridad. Como Istvan Deak señaló: "Los oficiales, especialmente de los más altos rangos, habían estado discutiendo, algunos ya en 1934... la posibilidad de deponer o incluso asesinar a Hitler. Sin embargo, parece que ni uno solo fue traicionado por un compañero de armas a la Gestapo ". De hecho, es notable que en más de dos años de conspiración activa trazado, está muy generalizado y poco estructurada nunca fue detectado. Una explicación es que en este momento Himmler estaba preocupado todavía con los enemigos tradicionales de los nazis, el SPD y el KPD (y, por supuesto, los Judíos), y no sospechan que el verdadero centro de oposición dentro del propio Estado. Otro factor fue el éxito de Canaris en la protección de los conspiradores, en particular, Oster, de la sospecha.
La debilidad correspondiente del cuerpo de oficiales era su concepción de la lealtad al Estado y su horror del motín. Esto explica las vacilaciones de Halder, que nunca pudo decidirse a dar el paso decisivo. Halder odiaba a Hitler, y creía que los nazis estaban llevando a Alemania a la catástrofe. Fue sorprendido y disgustado por el comportamiento de las SS en la Polonia ocupada, pero no dio apoyo alguno a su oficial superior, el general Johannes Blaskowitz, cuando éste protestó oficialmente a Hitler sobre las atrocidades contra los polacos y los judíos. Tanto en 1938 y 1939, perdió los nervios y no podía dar la orden de huelga en contra de Hitler. Esto es aún más cierto de Brauchitsch, que sabía de las conspiraciones y aseguró Halder que está de acuerdo con sus objetivos, pero no tomaría ninguna acción para apoyar.

## El primer intento de asesinato

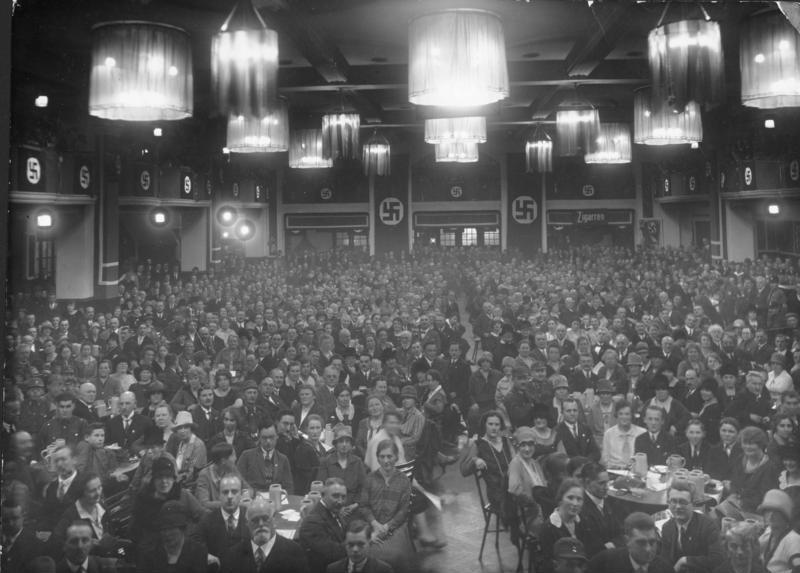
Congreso del NSDAP en Burgerbraukeller, 1923

El primer intento decidido para eliminar a Hitler durante este período fue dirigido por Oster de la Abwehr, pero el disparo no fue despedido. En noviembre de 1939, sin embargo, Georg Elser, un carpintero de Württemberg, actuando completamente por su cuenta, desarrolló un plan para asesinar a Hitler. Elser se había involucrado en la periferia del KPD antes de 1933, pero sus motivos exactos para actuar como lo hizo siguen siendo un misterio. Leía en los periódicos que Hitler se dirigía a una reunión del Partido nazi el 8 de noviembre, en el Bürgerbräukeller, una cervecería en Munich, donde Hitler había puesto en marcha el Putsch de la Cervecería en la misma fecha en 1923. Luego de haber robado explosivos de su lugar de trabajo, Elser construyó una poderosa bomba de tiempo. Durante más de un mes, se las arregló para permanecer dentro de la Bürgerbräukeller después de las horas de cierre cada noche, tiempo durante el cual construyó el pilar hueco detrás de la tribuna del orador para colocar la bomba en el interior.
En la noche del 7 de noviembre, Elser se dedicó a ajustar el temporizador y se fue a la frontera suiza. Inesperadamente, debido a la presión de las empresas en tiempos de guerra, Hitler pronunció un discurso mucho más corto que de costumbre y salió de la sala 13 minutos antes de que la bomba estallara, matando a ocho personas. Si Hitler hubiera seguido hablando, la bomba casi seguro que lo habría matado, con consecuencias que sólo pueden ser adivinadas. Elser fue detenido en la frontera, enviado al campo de concentración de Sachsenhausen, y luego en 1945 se trasladó al campo de concentración de Dachau, donde fue ejecutado dos semanas antes de la liberación de Dachau KZ. Este atentado contra la vida de Hitler desató una cacería de brujas de conspiradores potenciales que intimidó a la oposición e hizo otra acción más difícil.

## Resistencia católica
El estallido de la guerra sirvió para unir al pueblo alemán en todo el régimen de Hitler, y los éxitos de barrido inicial del ejército alemán - que la ocupación de Polonia en 1939, Dinamarca y Noruega en abril de 1940, y rápidamente derrotar a Francia en mayo y junio de 1940, acallado casi todos los la oposición al régimen. En particular, la oposición a Hitler en el Ejército quedó aislado y desacreditado al parecer, desde la guerra tan temida con las potencias occidentales al parecer había sido ganado por Alemania en un año y un coste muy bajo. Este estado de ánimo continuaron hasta bien entrado 1941, aunque por debajo de la superficie el descontento popular en el montaje de las dificultades económicas era evidente.
Incluso en el apogeo de la popularidad de Hitler, sin embargo, una cuestión bastante inesperada provocó la resistencia de gran alcance y éxito a su régimen. Este fue el programa de la llamada "eutanasia" - en realidad una campaña de asesinatos en masa - dirigido a personas con enfermedad mental o graves discapacidades físicas que había comenzado en 1939 bajo el nombre en código T4. En 1941 más de 70.000 personas habían sido asesinadas en este programa, de las que muchas fueron gaseadas, y sus cuerpos incinerados.
Esta política despertó una fuerte oposición en la sociedad alemana, y especialmente entre los católicos. La oposición a la política agudizó después de que el ataque alemán a la Unión Soviética en junio de 1941, debido a la guerra en el este producido por primera vez, las bajas alemanas a gran escala, y los hospitales y asilos comenzaron a llenarse de mutilados y discapacitados soldados alemanes jóvenes. Los rumores comenzaron a circular de que estos hombres también estarían sujetas a la "eutanasia", aunque en realidad no existían tales planes.
Ira católica fue impulsado aún más por las acciones de la Gauleiter de Alta Baviera, Adolf Wagner, un militante anticatólico nazi, que en junio de 1941 ordenó la retirada de los crucifijos de todas las escuelas en su Gau. Este ataque contra el catolicismo provocó las primeras manifestaciones públicas contra la política del gobierno ya los nazis habían llegado al poder, y la firma masiva de las peticiones, incluso por soldados católicos que presten servicios en la parte delantera. Cuando Hitler oído hablar de esto, ordenó a Wagner para rescindir su decreto, pero el daño ya estaba hecho - los católicos alemanes habían aprendido que el régimen puede ser combatido con éxito. Esto llevó a más protestas abiertamente en contra de la "eutanasia ".
En julio, el obispo de Münster en Westfalia, Clemens August Graf von Galen (un conservador aristocrático de edad, al igual que muchos de los oficiales contra Hitler del Ejército), denunció públicamente la "eutanasia " en un sermón, y telegrafió su texto a Hitler, un llamado al "Führer para defender al pueblo contra la Gestapo". Otro obispo, Franz Bornewasser de Tréveris, también protestó contra Hitler, aunque no en público. El 3 de agosto, Von Galen fue aún más franco en sus protestas, en las que también recriminó la persecución nazi de las órdenes religiosas y el cierre de las instituciones católicas. Nazis locales reclamaron la detención de Von Galen, pero el ministro de propaganda Joseph Goebbels advirtió a Hitler de que si esto ocurriera habría una revuelta en Westfalia.
En agosto, las protestas se habían extendido a Baviera. Hitler se fue abucheado por una multitud enfurecida en Hof, cerca de Núremberg - la única vez que se oponía a su cara en público durante sus 12 años de gobierno. A pesar de su furia privada en la Iglesia Católica, Hitler sabía que no podía permitirse un enfrentamiento con la Iglesia en un momento en que Alemania estaba comprometida en una guerra de vida o muerte en dos frentes. (Hay que recordar que, tras las anexiones de Austria y Sudetes, casi la mitad de todos los alemanes eran católicos.) El 24 de agosto ordenó la cancelación del programa T4, y también dio instrucciones estrictas a los Gauleiters que debía haber nuevas provocaciones de las iglesias por la duración de la guerra.
No obstante, la deportación de sacerdotes polacos y neerlandeses por parte de los ocupantes nazis en 1942 - después de actos de la resistencia polaca y la condena oficial de la conferencia de obispos católicos holandeses 'de persecuciones antisemitas y las deportaciones de los Judíos por los nazis - también aterrorizados étnicos clero alemán en la propia Alemania, algunos de los cuales llegaría a comparten la misma suerte debido a su resistencia contra el gobierno nazi en los aspectos raciales y sociales, entre ellos Fr. Bernhard Lichtenberg. La Aktion Klostersturm (Operación Tormenta contra los Monasterios) conducida por Himmler en 1941 también había contribuido a difundir el terror entre el clero católico crítico con el régimen.

## El peor momento de la Resistencia: 1940-42
El éxito arrollador del ataque de Hitler a Francia en mayo de 1940 hizo la tarea de deponerlo aún más difícil. La mayoría de los oficiales del Ejército, sus temores de una guerra contra las potencias occidentales al parecer resultó infundada, y satisfecho por la venganza de Alemania contra Francia por la derrota de 1918, se reconcilió con el régimen de Hitler, la elección de ignorar su lado más oscuro. La tarea de dirigir los grupos de resistencia por un tiempo se redujo a la población civil, a pesar de un núcleo duro de los conspiradores militares se mantuvo activo.
Carl Goerdeler, el exalcalde de Leipzig, emergió como una figura clave. Sus asociados incluyen el diplomático Ulrich von Hassell, el ministro de Finanzas prusiano Johannes Popitz, y Helmuth James Graf von Moltke, heredero de un nombre famoso y la figura principal en el Kreisau Circle de los opositores de Prusia, que incluía otros jóvenes aristócratas, como Adam von Trott zu Solz and Peter Yorck von Wartenburg, y más tarde Gottfried Graf von Bismarck-Schönhausen, que fue miembro nazi del Reichstag y de un alto oficial de las SS. Goerdeler estaba también en contacto con la clandestinidad del SPD, cuyo más destacado fue la figura Julius Leber, y con grupos de la oposición cristiana, tanto católicos como protestantes.
Estos hombres se consideraban los líderes de un gobierno post-Hitler, pero no tenían idea clara de cómo llevar esto a cabo, excepto a través de asesinar a Hitler - un paso que muchos de ellos aún se oponen por razones éticas. Sus planes nunca podría superar el problema fundamental de la inmensa popularidad de Hitler en el pueblo alemán. Ellos se preocupan con debates filosóficos y la elaboración de grandes proyectos de la Alemania de posguerra. El hecho es que durante casi dos años después de la derrota de Francia, había muy poco margen para la actividad de una oposición efectiva.

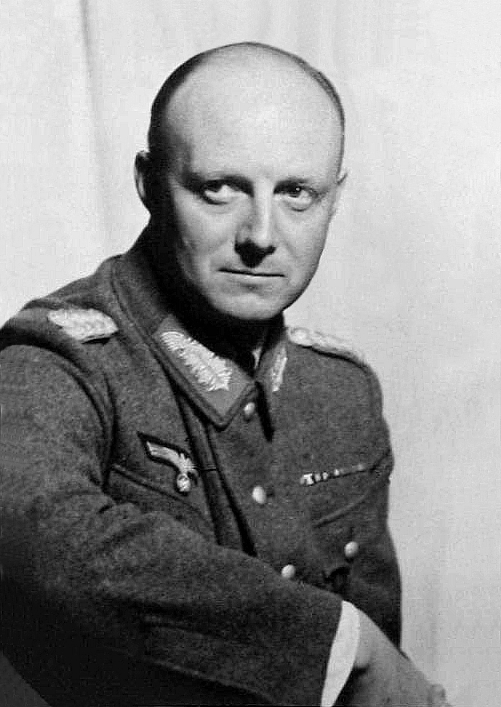
Henning von Tresckow

En marzo de 1941 Hitler reveló sus planes para una "guerra de aniquilación" contra la Unión Soviética a oficiales seleccionados del Ejército en un discurso pronunciado en Posen. En la audiencia fue el coronel Henning von Tresckow, que no había participado en ninguna de las parcelas antes, pero ya era un firme opositor del régimen nazi. Estaba horrorizado por el plan de Hitler para desatar una nueva guerra, e incluso más terrible en el este. Como sobrino del Mariscal de Campo Fedor von Bock, que estaba muy bien comunicado. Asignadas al personal de mando de su tío, el Grupo de Ejércitos Centrales, para la próxima Operación Barbarroja, Tresckow sistemáticamente reclutó opositores al personal del Grupo, lo que es el centro neurálgico de la resistencia del Ejército.
Poco se podía hacer, mientras que los ejércitos de Hitler avanzada triunfante en las regiones occidentales de la Unión Soviética hasta 1941 y 1942 - incluso después de la derrota antes de Moscú en diciembre de 1941 que provocó la destitución de ambos Brauchitsch y Bock. En diciembre de 1941, Estados Unidos entró en la guerra, persuadiendo a algunos oficiales del ejército más realista que Alemania en última instancia, hay que perder la guerra. Pero la lucha de vida o muerte en el frente oriental que plantea nuevos problemas para la resistencia. La mayoría de sus miembros fueron los conservadores que odiaban y temían al comunismo y la Unión Soviética. ¿Cómo podría el régimen nazi de ser derrocado y la guerra terminó sin que los soviéticos para hacerse con el control de Alemania o el conjunto de Europa? Esta pregunta se hizo más aguda cuando los aliados adoptó su política de exigir la "rendición incondicional" de Alemania en la Conferencia de Casablanca de enero de 1943.
Durante 1942, el Oster incansable, sin embargo logrado en la reconstrucción de una red de resistencia efectiva. Su contratación más importante fue el general Friedrich Olbricht, jefe de la Oficina General del Ejército con sede en Bendlerblock en el centro de Berlín, que controlaban un sistema independiente de comunicaciones a las unidades de reserva en toda Alemania. Vinculación de este activo grupo de la resistencia a Tresckow en el Grupo de Ejércitos Centro creó lo que parecía una estructura viable para un nuevo esfuerzo en la organización de un golpe de Estado. Despido Bock no debilitar la posición de Tresckow. De hecho, pronto atrajo Bock sucesor, el general Hans von Kluge, al menos parcial de manera de apoyar la causa de la resistencia. Tresckow incluso trajo a Goerdeler, líder de la resistencia civil, al Grupo de Ejércitos Centro para satisfacer Kluge - una táctica muy peligrosa.

## Resistencia comunista
Debido a la entrada de la Unión Soviética en la guerra habría ciertas consecuencias de la resistencia civil. Durante el período del Pacto nazi-soviético, el principal objetivo del Partido Comunista de Alemania era mantenerse como resistencia no activa al régimen Nazi. Después de junio de 1941, sin embargo, todos los comunistas se lanzarían a la resistencia, incluyendo el sabotaje y espionaje en donde esto era posible, sin importar el riesgo. Un puñado de agentes soviéticos, en su mayoría exiliados comunistas alemanes, fueron capaces de entrar en Alemania para ayudar a las células dispersas del KPD y organizarlas. Esto llevó a la formación en 1942 de dos grupos comunistas independientes, por lo general erróneamente agrupados bajo el nombre Rote Kapelle (“Orquesta Roja”), un nombre en clave dado a estos grupos por la Gestapo.
La primera “Orquesta Roja” fue una red de espionaje con sede en Berlín y coordinada por Leopold Trepper, un agente del GRU enviado a Alemania en octubre de 1941. Este grupo informa a la Unión Soviética sobre las concentraciones de tropas alemanas, los ataques aéreos sobre Alemania, la producción de aviones alemanes y los envíos de combustible alemán. En Francia, trabajó con el clandestino Partido Comunista de Francia. Agentes de este grupo llegó incluso a aprovechar las líneas de teléfono de la Abwehr en París. Trepper fue detenido el tiempo y el grupo roto por la primavera de 1943.
El segundo y más importante grupo "Orquesta Roja" fue totalmente independiente y un verdadero grupo de resistencia alemana, no controlado por el NKVD. Este grupo fue dirigido por Harro Schulze-Boysen, un oficial de inteligencia en el Ministerio del Aire del Reich y Arvid Harnack, un funcionario del Ministerio de Economía, ambos comunistas autoidentificados, pero al parecer no eran miembros del KPD. En el grupo figuraban gente de diversas creencias y afiliaciones, que incluían el productor de teatro Adam Kuckhoff, el autor Günther Weisenborn, el periodista John Graudenz y el pianista Helmut Roloff. Por lo tanto, conforme a la pauta general de los grupos de la resistencia alemana de ser tomadas principalmente de los grupos de élite.
La actividad principal del grupo era recoger información acerca de las atrocidades nazis y la distribución de folletos contra Hitler en vez de realizar acciones de espionaje. Pasaron por lo que habían aprendido a países extranjeros, a través de contactos personales con la embajada de EE. UU. y, a través de una conexión menos directa al gobierno soviético. Cuando los agentes soviéticos trataron de dar de alta al grupo en su servicio, Schulze-Boysen y Harnack se negó, ya que quería mantener su independencia política. El grupo fue capturado por la Gestapo en agosto de 1942, tras ser denunciado por Johann Wenzel, un miembro del grupo Trepper que también conocía el grupo Schulze-Boysen y que informó sobre ellos después de ser arrestado. Schulze-Boysen, Harnack y otros miembros del grupo fueron arrestados y ejecutados en secreto.
Mientras tanto, otro grupo de la resistencia comunista operaba en Berlín, dirigido por un electricista judío, Herbert Baum, y la participación de hasta un centenar de personas. Hasta 1941, el grupo operaba un círculo de estudio, pero después del ataque alemán a la Unión Soviética, un grupo avanzado de la resistencia activa. En mayo de 1942, el grupo llevó a cabo un ataque incendiario en una pantalla de propaganda antisoviética en la Lustgarten en el centro de Berlín. El ataque fue mal organizado y la mayoría del grupo Baum fue arrestado. Veinte fueron condenados a muerte, mientras que el propio Baum "muerto bajo custodia." Este fiasco de composición abierta resistencia a las actividades comunistas, aunque el KPD metro siguió funcionando, y salió de su escondite en los últimos días de la guerra.

## El intento de asesinato del avión
A fines de 1942 Tresckow y Olbricht preparon un plan para asesinar a Hitler y un golpe de Estado. El 13 de marzo de 1943, regresaba de su sede oriental CGF Wehrwolf cerca de Vinnitsa de Wolfschanze en Prusia Oriental, Hitler tenía previsto hacer una parada en la sede del Centro Grupal del Ejército en Smolensk. Para tal ocasión, Tresckow había preparado tres opciones: 
1. El mayor Georg von Boeselager, al mando de una guardia de honor de caballería, podría interceptar a Hitler en un bosque y superar a los guardaespaldas de las SS y el Führer en una lucha justa, esta alternativa fue rechazada debido a la perspectiva de un gran número de soldados alemanes luchando entre sí, y un posible fracaso por la inesperada fortaleza de la escolta.
2. Un asesinato conjunto podría llevarse a cabo durante la cena; se desechó esta idea porque los funcionarios de apoyo aborrecían la idea de dispararle al tirano desamado.
3. Finalmente, como último recurso, una bomba podría ser introducida de contrabando en el avión de Hitler.

Tresckow preguntó al teniente coronel Heinz Brandt, parte del personal de Hitler y que normalmente viajaba en el mismo avión que Hitler, si podía llevar un paquete con él, supuestamente, el premio de una apuesta ganada por un amigo Tresckow, el General Stieff. El paquete ocultaba una bomba disimulada como una caja para dos botellas de Cointreau. EL auydante de Tresckow, el teniente Fabian von Schlabrendorff, ajustó la espoleta y entregó el paquete a Brandt, quien volaba en el mismo avión que Hitler. 
Se esperaba que el Focke-Wulf 200 Condor de Hitler explotase unos 30 minutos más tarde cerca de Minsk, lo suficientemente cerca del frente para que se atribuyera a los combatientes soviéticos. Olbricht utilizaría la crisis resultante para de movilizar a su red del Ejército de Reserva para tomar el poder en Berlín, Viena, Munich y en los centros Wehrkreis germanos. Era un plan ambicioso, pero creíble, y podría haber funcionado si Hitler hubiera sido asesinado, a pesar de que persuadir a las unidades del Ejército para luchar y derrotar la que sin duda podría haber sido una feroz resistencia de las SS podría haber sido un importante obstáculo.
Pero, como con la bomba de Elser en 1939 y todos los otros intentos, la suerte favoreció a Hitler de nuevo, que la atribuyó a "Vorsehung" (Providencia). El producto químico de fabricación británica detonador lápiz en la bomba había sido probado muchas veces y se consideran fiables. Se marchó, pero la bomba no lo hizo. La percusión tapa al parecer llegó a ser demasiado frío como el complot se realizó en la bodega de carga sin calefacción.
Mostrando notable serenidad Schlabrendorff tomó el próximo avión para recobrar el paquete del coronel Brandt antes de que el contenido fuera descubierto. Los bloques de plástico fueron más tarde usados por Gersdorff y Stauffenberg.

## Intentos de atentados suicidas
Un segundo intento se hizo pocos días después, el 21 de marzo de 1943, cuando Hitler visitó una exposición de armamento soviético capturado en el Zeughaus de Berlín. Uno de los amigos de Tresckow, el coronel Rudolf Christoph Freiherr von Gersdorff, tenía programado realizar una conferencia a Hitler y se ofreció llevar a cabo un atentado suicida con la misma bomba que no había podido salir en el avión, oculta en su persona. Pero el único fusible nuevo que podía obtener era de diez minutos. Hitler, una vez más partió antes de tiempo en 30 minutos. Gersdorff tuvo que precipitarse a un cuarto de baño para desactivar la bomba para salvar su vida, y lo más importante, evitar cualquier sospecha. Este segundo fracaso temporal desmoralizó a los conspiradores en el Grupo de Ejércitos Centro. Gersdorff informó sobre el intento después de la guerra. Las imágenes se ven a menudo en documentales para la televisión alemana ("Die Nacht des Widerstands" etc.), incluyendo una fotografía que muestra a Gersdorff y a Hitler.
Axel von dem Bussche, miembro del Regimiento de Infantería 9, se ofreció para matar a Hitler con granadas de mano en noviembre de 1943 durante una presentación de los uniformes nuevos de invierno, pero el tren que los contenían fue destruido por las bombas aliadas en Berlín, y el evento tuvo que ser aplazado. Una segunda presentación programada para diciembre en la Wolfsschanze fue cancelado poco antes ya que Hitler decidió viajar a Berchtesgaden.
En enero de 1944, Bussche se ofreció para otro intento de asesinato, pero luego perdió una pierna en Rusia. El 11 de febrero otro joven oficial, Ewald Heinrich von Kleist trató de asesinar a Hitler de la misma manera que Von dem Bussche había planeado. Sin embargo Hitler otra vez canceló el evento que habría permitido a Kleist acercarse a él.
El 11 de marzo de 1944, Eberhard von Breitenbuch se ofreció como voluntario para un intento de asesinato en Berghof usando una pistola Browning de 7.65 mm oculta en el bolsillo del pantalón. Él no fue capaz de llevar a cabo el plan porque los guardias no le permitieron entrar en la sala de conferencias con el Führer.
La siguiente ocasión fue una exposición de armas el 7 de julio de Schloss Klessheim, cerca de Salzburgo, pero Helmuth Stieff no activó la bomba.

## Stalingrado y la Rosa Blanca

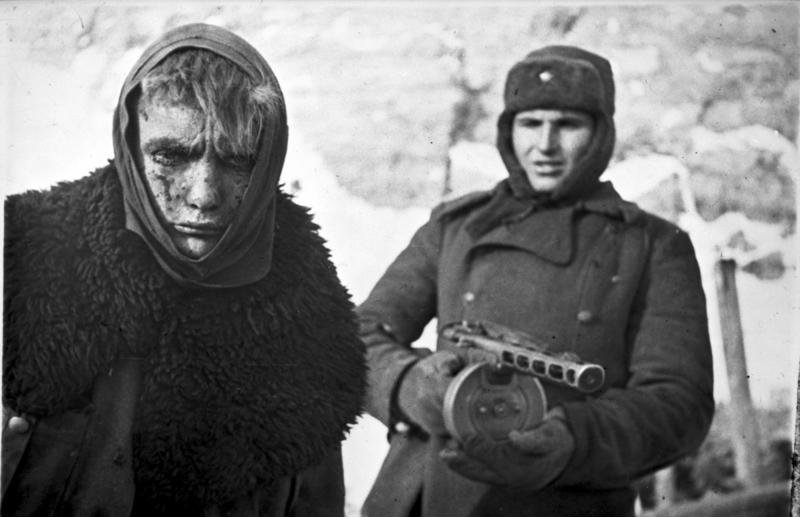
Soldado del Ejército Rojo conduce a un soldado alemán en cautiverio.

A finales de 1942, Alemania sufrió una serie de derrotas militares, la primera en El Alamein, la segunda con el exitoso desembarco de los aliados en África del Norte (Operación Antorcha), y la tercera la desastrosa derrota en Stalingrado, que puso fin a cualquier esperanza de derrotar a la Unión Soviética. La mayoría de los oficiales con experiencia llegó a la conclusión de que Hitler estaba llevando a Alemania a la derrota, y que el resultado de esto sería la conquista soviética de Alemania - el peor destino imaginable. Esto dio impulso a nueva resistencia militar.
El general Halder había sido despedido en 1942 y ya no había un liderazgo central independiente del Ejército. Sus sucesores nominales, el mariscal de campo Wilhelm Keitel y el general Alfred Jodl, no eran más que mensajeros de Hitler. Tresckow y Goerdeler intentó de nuevo para reclutar a los altos mandos del Ejército de campo para apoyar la toma del poder. Kluge estaba ya ganado por completo. Gersdorff fue enviado a ver al mariscal de campo Erich von Manstein, el comandante del Grupo de Ejércitos Sur en la Ucrania. Manstein de acuerdo en que Hitler estaba llevando a Alemania a la derrota, pero dijo a Gersdorff que "los mariscales de campo prusianos no se amotinan." El mariscal de campo Gerd von Rundstedt, comandante en el oeste, dio una respuesta similar. La perspectiva de una Sudáfrica unida poder tomar el ejército alemán de Hitler fue tan lejos como siempre. Una vez más, sin embargo, ni oficial informó de que habían sido abordados de esta manera.
Sin embargo, los días en que los conspiradores militares y civiles podía esperar escapar a la detección se termina. Después de Stalingrado, Himmler habría tenido que ser muy ingenuo para no esperar que las conspiraciones contra el régimen que se incubarán en el Ejército y en otros lugares. Él ya sospechaba Canaris y sus subordinados en el Abwehr. En marzo de 1943 dos de ellas, Oster y Hans von Dohnanyi, fueron despedidos por sospechas de actividad de la oposición, aunque no había evidencia hasta el momento insuficientes para que sean arrestados. En el ámbito civil, Dietrich Bonhoeffer también fue detenido en este momento, y Goerdeler estaba bajo sospecha.
La Gestapo había sido llevado a Dohnanyi tras la detención de Wilhelm Schmidhuber, un especulador contrabandista y la moneda que había ayudado a Dohnanyi con información y con el contrabando de judíos de Alemania. Bajo interrogatorio, Schmidhuber dio los detalles de la Gestapo del grupo Oster-Dohnanyi en el Abwehr y Goerdeler y la participación de Beck en actividades de oposición. La Gestapo informó de todo esto a Himmler, con la observación de que Canaris debe ser la protección de Oster y Dohnanyi y la recomendación de que fuera arrestado. Himmler pasado el archivo de nuevo con la nota "Por favor deje Canaris solo." O Himmler sentía que Canaris era demasiado poderoso para hacerle frente en esta etapa, o que quería que él y su red protegida de oposición por razones de su cuenta. Sin embargo, la utilidad de Oster en la resistencia se había reducido considerablemente. Pero la Gestapo no tenía información sobre el funcionamiento completo de la resistencia. Lo más importante es que no sabía nada de las redes de resistencia basada en el Grupo Central de Ejércitos o el Bendlerblock.
Mientras tanto, el desastre de Stalingrado, que costó 400.000 bajas alemanas, fue el envío de ondas de horror y el dolor a través de la sociedad alemana, pero haciendo muy poco en la reducción de la fe del pueblo en Hitler y en la victoria final de Alemania. Esta fue una fuente de gran frustración para los conspiradores del servicio militar y civil, que prácticamente todos ellos procedentes de la élite y tenían acceso privilegiado a la información, dándoles una apreciación mucho mayor de lo desesperado de la situación de Alemania que estaba poseído por el pueblo alemán.
La única manifestación visible de la oposición al régimen tras Stalingrado fue un brote inesperado y espontáneo por completo del sentimiento contra la guerra en un pequeño número de estudiantes universitarios, organizado por un grupo llamado Rosa Blanca, centrada en Múnich, pero con conexiones en Berlín, Hamburgo, Stuttgart y Viena. En enero de 1943 se puso en marcha una campaña de panfletos contra la guerra y el grafiti en y alrededor de la Universidad Luis-Maximiliano de Múnich. Inevitablemente, fueron detectados y algunos de ellos fueron detenidos. Los tres cabecillas, Hans Scholl, Sophie Scholl y Christoph Probst, fueron sometidos a un juicio superficial y ejecutado, al igual que Kurt Huber, un profesor de música y filosofía acusado de inspirar sus acciones, y otros. Este brote fue sorprendente y preocupante para el régimen nazi, porque las universidades habían sido bastiones del sentimiento nazi, incluso antes de que Hitler llegase al poder. De la misma manera, le dio el corazón a los grupos de resistencia dispersa y desmoralizada. Pero Rosa Blanca no era un signo de descontento generalizado del régimen, y no tenía imitadores en otros lugares. Las redes del SPD y el KPD fueron capaces de seguir informando sobre el creciente descontento en el curso de la guerra y en las dificultades económicas resultantes, en particular entre los trabajadores industriales y los agricultores (que sufría de la aguda escasez de mano de obra con tantos jóvenes los hombres de distancia en la parte delantera). Pero no había nada que se aproxime activa hostilidad al régimen. Mayoría de los alemanes continuaron a venerar a Hitler y culpó a Himmler o subordinados por sus problemas. Y a partir de finales de 1943 el miedo de los soviéticos avanzando y las perspectivas de una ofensiva militar de las potencias occidentales eclipsado resentimiento por el régimen y si algo endurecido la voluntad de resistir el avance de los aliados.

## Resistencia no organizada

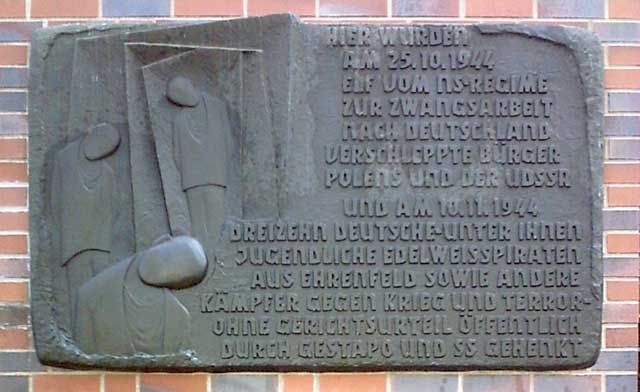
Recordatorio del grupo de jóvenes "Edelweisspiraten", seis de los cuales fueron ejecutados en la horca en Colonia en 1944

No puede negarse que muchos alemanes apoyaron al régimen hasta el final de la guerra. Pero bajo la superficie de la sociedad alemana también había corrientes de la resistencia, aunque no siempre conscientemente política. El historiador alemán Detlev Peukert, que fue pionero en el estudio de la sociedad alemana durante la era nazi, llamó a este fenómeno de "resistencia cotidiana". Su investigación se basó en parte en los informes periódicos por la Gestapo y el SD en la moral y la opinión pública, y en los "Informes sobre Alemania", que fueron producidos por los exiliados del SPD basándose en la información de su red en Alemania y que se reconoce estar muy bien informada.
Peukert y otros autores han demostrado que las fuentes más persistentes de insatisfacción en la Alemania nazi fueron el estado de la economía y la ira por la corrupción de funcionarios del partido nazi - aunque esto raramente afectó a la popularidad personal de Hitler. Al régimen nazi se le atribuye con frecuencia "la cura del desempleo", pero esto se consiguió principalmente a través del reclutamiento y el rearme - la economía civil se mantuvo débil durante todo el período nazi. Aunque los precios fueron fijados por la ley, los salarios siguieron siendo bajos y había una grave escasez, particularmente una vez que comenzó la guerra. A ello, a partir de 1942, se añadió la miseria aguda causada por los ataques aéreos aliados sobre las ciudades alemanas. La buena vida y la venalidad de los funcionarios nazis, tales como Hermann Göring despertó el creciente enojo. El resultado fue "una profunda insatisfacción entre la población de todas partes del país, causada por deficiencias en la economía, las intrusiones del gobierno en la vida privada, la interrupción de la tradición y la costumbre aceptada, y los controles de la policía estatal."
La oposición basada en la insatisfacción generalizada por lo general tomaba formas "pasivas" - el ausentismo, la simulación, la difusión de rumores, el comercio en el mercado negro, el acaparamiento, evitando diversas formas de servicio del estado, tales como donaciones a causas nazi. Pero a veces tomó formas más activas, como advirtiendo a la gente a punto de ser arrestada, ocultándola o ayudándola a escapar, o hacer la vista gorda a las actividades de oposición. Entre la clase obrera industrial, donde el metro SPD y redes KPD fueron siempre activa, no era frecuente, sí las huelgas de corta duración. Estas fueron toleradas en general, por lo menos antes del estallido de la guerra, siempre y cuando las demandas de los huelguistas fueran puramente económicas y no políticas.
Otra forma de resistencia fue ayudar a los judíos alemanes perseguidos. A mediados de 1942 la deportación de los judíos de Alemania y Austria a los campos de exterminio en Polonia ya estaba en marcha. Se afirma por algunos autores que la gran mayoría de los alemanes eran indiferentes a la suerte de los judíos, y una parte importante habría apoyado activamente el programa nazi de exterminio. Pero una minoría persistió en tratar de ayudar a los judíos, incluso afrontando serio riesgo para ellos y sus familias. Esto fue más fácil en Berlín (donde en todo caso, los judíos fueron concentrados progresivamente por el régimen), y más fácil para la gente rica y bien relacionada, en particular las mujeres.
Aristócratas como Maria von Maltzan y Marie Therese von Hammerstein obtuvieron documentos de judíos y ayudaron a muchos a escapar de Alemania. En el barrio de Wieblingen en Baden, Elisabeth von Thadden, la directora de un colegio privado de niñas, hizo caso omiso de los edictos oficiales y siguió matriculando a las niñas judías en su escuela hasta mayo de 1941, cuando la escuela fue nacionalizada y fue despedida (ella fue ejecutada en 1944 tras el encuentro de té del Círculo de Solf). Un ministro protestante de Berlín, Heinrich Grüber, organizó la salida no oficial de judíos a los Países Bajos. En el Ministerio de Relaciones Exteriores, Canaris conspiró para enviar un número de judíos a Suiza con diversos pretextos. Se estima que 2.000 judíos fueron escondidos en Berlín hasta el final de la guerra. Martin Gilbert ha documentado numerosos casos de alemanes y austriacos, entre ellos funcionarios y oficiales del Ejército, que salvaron la vida de judíos.

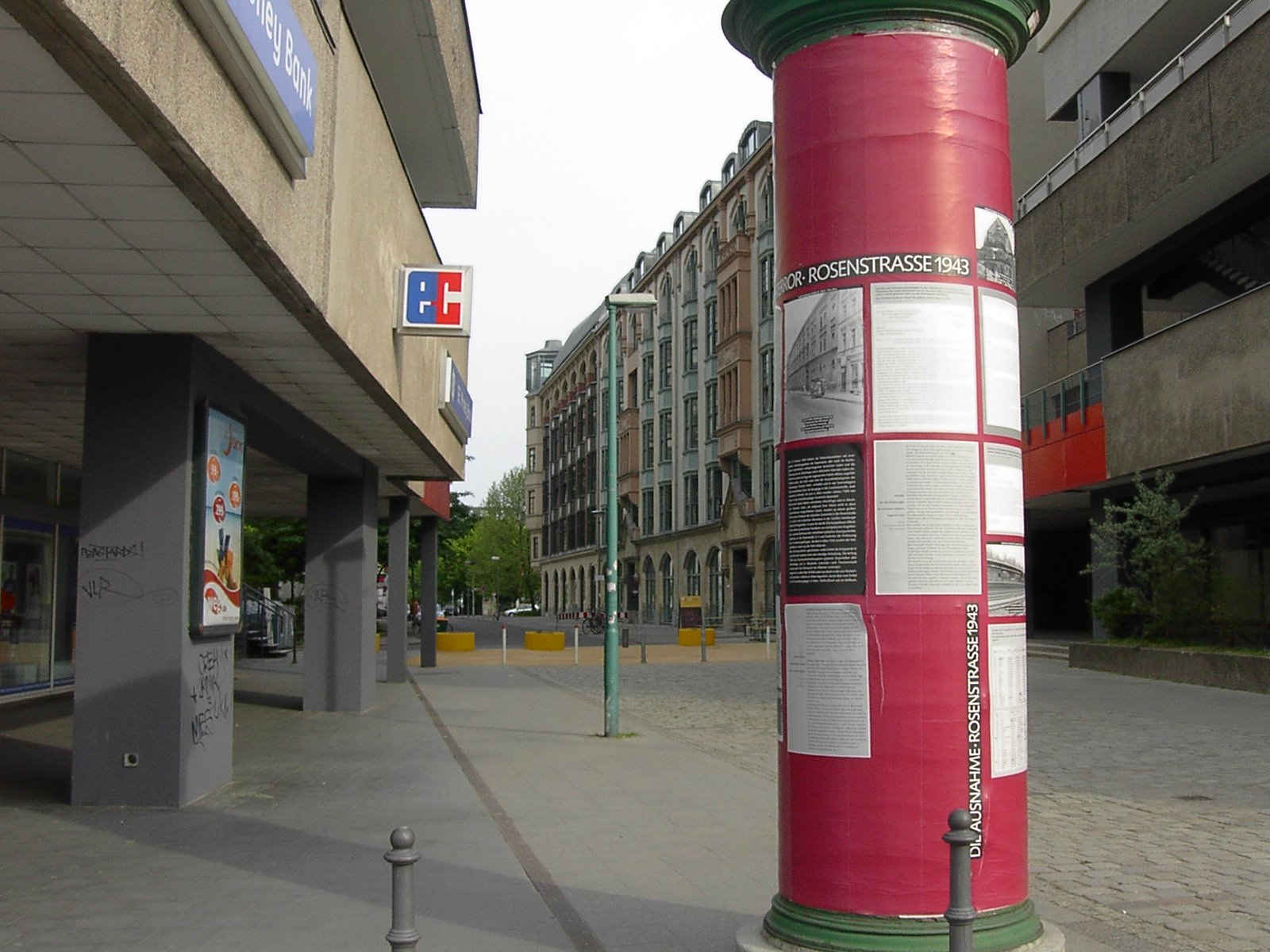
La Rosenstrasse, donde se llevó a cabo en 1943 la única protesta pública conocida contra la deportación de los ciudadanos judeoalemanes.

Sólo hubo una manifestación pública de oposición a la persecución nazi de los judíos alemanes, la protesta de Rosenstrasse de febrero de 1943, desatada por la detención y deportación a los campos de amenazados de muerte de 1.800 hombres judíos casados con mujeres no judías. Antes de que estos hombres podrían ser deportados, sus esposas y otros familiares se reunieron frente al edificio en Rosenstrasse donde los hombres se llevaron a cabo. Se estima que 6.000 personas, la mayoría mujeres, se manifestaron en los cambios en el frío invierno de más de una semana. Finalmente Himmler, preocupado por el efecto sobre la moral de los civiles, cedió y permitió que los hombres arrestados para ser liberados. Algunos de los que ya habían sido deportados y se dirigían a Auschwitz fueron traídos de nuevo en realidad. No hubo represalias contra los manifestantes, y la mayoría de los hombres judíos sobrevivieron a la guerra. Este incidente fue notable tanto por su éxito y su singularidad, y de nuevo se plantea la cuestión de lo que podría haber sucedido si hay más alemanes habían estado dispuestos a protestar contra la deportación.
El nazismo tenía un poderoso atractivo para los jóvenes alemanes, especialmente los jóvenes de clase media, y las universidades alemanas fueron bastiones del nazismo, incluso antes de que Hitler llegara al poder. Las Juventudes Hitlerianas trataron de movilizar a todos los jóvenes alemanes tras el régimen, y aparte de una tenaz resistencia en algunas zonas rurales católicas, fue en general satisfactoria en el primer período del gobierno nazi. Después de cerca de 1938, sin embargo, la alienación persistente en determinados sectores de la juventud alemana comenzaron a aparecer. Esto rara vez se tomó la forma de oposición política abierta - el grupo de la Rosa Blanca fue una excepción notable, pero fue notable sobre todo por su singularidad. Mucho más común era lo que ahora se llama "abandono" — un rechazo pasivo a participar en la cultura de los jóvenes oficiales y la búsqueda de alternativas. Aunque ninguno de los grupos de jóvenes oficiales ascendieron a una grave amenaza para el régimen nazi, y aunque no proporcionó ayuda o consuelo a los grupos dentro de la élite alemana que estaban conspirando activamente contra Hitler, que sirven para mostrar que no había corrientes de la oposición en otros niveles de la sociedad alemana.
Algunos ejemplos fueron los llamados Edelweisspiraten ("Piratas del Edelweiss"), una amplia red de grupos de jóvenes de la clase obrera en una serie de ciudades, que celebró reuniones no autorizadas y participó en luchas de la calle con las Juventudes Hitlerianas; el grupo Meuten de Leipzig, un grupo más politizado, con enlaces con la clandestina KPD, que tenía más de un millar de miembros a finales de 1930, y, sobre todo, la Swingjugend, jóvenes de clase media que se reunieron en secreto en los clubes de Berlín y la mayoría de las grandes ciudades para escuchar swing, jazz y la música que los oficiales nazis calificaban de "degenerada". Este movimiento, que involucró a distintas formas de vestir y poco a poco a ser más consciente políticamente, se popularizó hasta tal punto que desencadenó la represión: en 1941, Himmler ordenó la detención de activistas de swing y la deportación de algunos de ellos a los campos de concentración.
En octubre de 1944, cuando los ejércitos estadounidense y británico se aproximaron a la frontera occidental de Alemania, se produjeron fuertes disturbios en Colonia, ciudad devastada por las bombas y en gran medida evacuada. Los Edelweisspiraten se unieron a bandas de desertores, presos fugados, trabajadores extranjeros y la red clandestina del KPD, para participar en actos de saqueo y sabotaje, así como en los asesinatos de miembros de la Gestapo y funcionarios del Partido Nazi. Robaron explosivos con el objetivo de hacer volar la sede de la Gestapo. Himmler, por temor a que la resistencia se extendiera a otras ciudades a medida que los ejércitos aliados avanzaban en Alemania, ordenó una represión salvaje, y a lo largo de varios días se desataron tiroteos en las calles en ruinas de Colonia. Más de 200 personas fueron detenidas y decenas fueron ahorcadas en público, entre ellos seis adolescentes Edelweisspiraten, como Bartholomäus Schink.

## Estímulo aliado
Una directiva del SHAEF prohibía las actividades destinadas a promover la revuelta contra el régimen nazi.
La doctrina aliada de la rendición incondicional significa que "... los alemanes - y en particular los generales alemanes - que podrían haber estado a punto de lanzar a Hitler más, y estaban en condiciones de hacerlo, fueron disuadidos de hacer el intento por su incapacidad para extraer de los Aliados ningún tipo de garantía de que tal acción sería mejorar el trato dado a su país."
el 11 de diciembre, el operario de los OSS William Donovan envió al presidente Roosevelt un telegrama desde Berna, advirtiéndole de las consecuencias que el conocimiento de plan Morgenthau había tenido sobre la resistencia alemana, mostrándoles que el enemigo planeó la esclavización de Alemania había soldados alemanes junto a alemanes comunes y el régimen, los germanos siguen luchando porque están convencidos de que la derrota traerá nada más que la opresión y la explotación.
Hasta ahora, los aliados no han ofrecido incentivos de la oposición seria. Por el contrario, tienen una y otra vez soldadas entre sí las personas y los nazis por las declaraciones publicadas, ya sea por indiferencia o con un propósito. Para tomar un ejemplo reciente, el plan Morgenthau dio el Dr. Goebbels, la mejor oportunidad posible. Fue capaz de demostrar a sus compatriotas, en blanco y negro, que el enemigo planeó la esclavización de Alemania. La convicción de que Alemania había nada que esperar de la derrota, pero la opresión y la explotación aún prevalece, y que explica el hecho de que los alemanes siguen luchando. No se trata de un régimen, sino de la propia patria, ya salvar lo que, cada alemán está obligado a obedecer la llamada, si se es nazi o miembro de la oposición.  
El 20 de julio de 1945 - el primer aniversario del fallido intento de matar a Hitler - sin mencionar lo que, de modo cada vez se hizo del evento. Esto se debió a recordar a la población alemana de que había habido resistencia activa alemana a Hitler socavaría los esfuerzos de los Aliados para inculcar un sentido de la culpabilidad colectiva en el pueblo alemán. (See also Denazification).

## Hacia el 20 de julio
A mediados de 1943, la marea de la guerra se estaba convirtiendo de manera decisiva contra Alemania. La última gran ofensiva en el frente oriental, Operación Ciudadela, terminó en la derrota de Kursk, y en julio, Mussolini, fue derrocado. El Ejército y conspiradores civiles se volvieron más convencidos que nunca Hitler debe ser asesinado para que un gobierno aceptable para los aliados occidentales podrían formarse y una paz por separado negociado a tiempo para impedir una invasión soviética de Alemania. Este escenario, mientras que más creíble que algunos de los planes anteriores de la resistencia, se basó en una premisa falsa: que los aliados occidentales estarían dispuestos a romper con Stalin y negociar una paz separada con un gobierno alemán no nazi. De hecho, tanto Churchill y Roosevelt se han comprometido a la fórmula de la "rendición incondicional".
Desde el Ministerio de Relaciones Exteriores fue un bastión de activistas de la resistencia, no fue difícil para los conspiradores a tomar contacto con los aliados a través de diplomáticos de países neutrales. Theo Kordt, con sede en la Embajada de Alemania en Berna, y aconsejado por los opositores oficiales extranjeros Ulrich von Hassell y Adam von Trott zu Solz, se comunicó con los británicos a través de intermediarios tales como Willem Visser’t Hooft, secretario general del Consejo Mundial de Iglesias, con sede en Ginebra. El Círculo de Kreisau envió a Dietrich Bonhoeffer y Helmut von Moltke para cumplir con George Bell, obispo de Chichester, en una conferencia de la iglesia de Estocolmo. Bell pasó sus mensajes y planes al secretario de Relaciones Exteriores Anthony Eden. Un periodista americano, Louis P. Lochner, llevado a mensajes codificados fuera de Alemania y los llevó a Roosevelt. Otros enviados trabajado a través de los canales del Vaticano, o a través de los diplomáticos en Lisboa - un sitio reconocido por la comunicación indirecta entre Alemania y los países aliados.
Todas estas propuestas fueron rechazadas, y de hecho por lo general hizo caso omiso. Los aliados occidentales le daría a la resistencia alemana ningún tipo de asistencia o de reconocimiento, incluso. Hay varias razones para esto. En primer lugar, que no sabía o no confiar en los resistentes, que les parecía ser una pandilla de reaccionarios prusiana interesados principalmente para salvar sus propias pieles, ahora que Alemania estaba perdiendo la guerra. Esta actitud se sintió alentado por visceral antialemanes, tales como Sir Vansittart, consejero diplomático de Churchill, que consideraba a todos los alemanes como el mal. En segundo lugar, Roosevelt y Churchill eran muy conscientes de que la Unión Soviética se llevan la peor parte de la guerra contra Hitler, y estaban al tanto de las sospechas constante de Stalin de que estaban haciendo ofertas a la espalda. De este modo, negó cualquier discusión que pudiera ser visto como lo que sugiere una voluntad de llegar a una paz separada con Alemania. En tercer lugar, los aliados estaban decididos a que en la Segunda Guerra Mundial, a diferencia de Primera Guerra Mundial, Alemania debe ser ampliamente derrotado en el campo si otro mito de la "puñalada por la espalda” no iba a surgir en Alemania.
Olbricht que ahora presenta una nueva estrategia para la organización de un golpe de estado contra Hitler. La Reserva del Ejército tenía un plan operativo llamado Operación Valquiria, que se iba a utilizar en caso de que las perturbaciones causadas por los bombardeos aliados de las ciudades alemanas provocó una ruptura de la ley y el orden, o el aumento de uno por los millones de trabajadores esclavos de los países ocupados ahora se utiliza en las fábricas alemanas. Olbricht sugirió que este plan podría ser utilizado para movilizar a la Reserva del Ejército con el propósito de golpe de Estado. En el otoño de 1943, Tresckow revisada del plan Valkiria y redactó pedidos suplementarios para tomar el control de las ciudades alemanas, desarmar a las SS y arrestar a los líderes nazis después del asesinato de Hitler. Operación Valquiria sólo podía llevarse a la práctica por el general Friedrich Fromm, comandante del Ejército de Reserva, por lo que sea debe ser conquistada a la conspiración o de alguna manera neutralizado si el plan tuviera éxito. Fromm, al igual que muchos oficiales de alto rango, conocido en general acerca de la conspiración militar contra Hitler, pero no los apoyaron, ni informó a la Gestapo.
En agosto de 1943 Tresckow conoció a un joven oficial de Estado Mayor, el coronel Claus Schenk Graf von Stauffenberg, por primera vez. Gravemente herido en el norte de África, Stauffenberg era un católico devoto, un político conservador y nacionalista ferviente alemán con un gusto por la filosofía. En un principio dio la bienvenida el régimen nazi, pero se había desilusionado rápidamente. En 1942 compartía la convicción generalizada entre los oficiales del ejército de que Alemania estaba siendo conducida al desastre y que Hitler debe ser eliminado del poder. Durante algún tiempo sus escrúpulos religiosos le habían impedido llegar a la conclusión que el asesinato era la forma correcta de lograr esto. Después de Stalingrado, sin embargo, decidió quenoasesinar a Hitler sería un mal moral mayor.
A finales de 1943 y principios de 1944 hubo una serie de intentos para colocar a alguno de los conspiradores militares lo suficientemente cerca de Hitler durante el tiempo suficiente para matarlo con una bomba o un revólver. Pero la tarea se hizo cada vez más difícil. A medida que la situación de guerra se fue deteriorando, Hitler dejó de aparecer en público y rara vez visitó Berlín. Pasó la mayor parte de su tiempo en su cuartel general en Prusia Oriental, con pausas ocasionales en su retiro en las montañas de Baviera en Berchtesgaden. En ambos lugares estaba fuertemente custodiado, y rara vez veía a desconocidos o personas en las que no pudiera confiar. Himmler y la Gestapo sospechaban cada vez más de complots contra Hitler, en concreto
de los oficiales del Estado Mayor General, que era de hecho el lugar donde la mayoría de los oficiales jóvenes dispuestos a sacrificarse para matar a Hitler fueron localizados. Todos estos intentos fracasaron por lo tanto, a veces por cuestión de minutos. 
Golpes más llegaron en enero y febrero de 1944, cuando primero Canaris y luego Moltke fueron detenidos. En el verano de 1944 la Gestapo se acerca a los conspiradores. El 4 de julio Julius Leber, quien estaba tratando de establecer contacto entre su propia red SPD metro y la red del KPD en los intereses del "frente unido", fue arrestado después de asistir a una reunión que había sido infiltrado por la Gestapo. Había la sensación de que el tiempo se agotaba, tanto en el campo de batalla, donde el frente oriental estaba en plena retirada y donde los aliados habían desembarcado en Francia el 6 de junio, y en Alemania, donde la resistencia de margen de maniobra fue rápidamente contratación. La creencia de que esta era la última oportunidad para la acción incautados a los conspiradores. Pocos creían que los aliados están de acuerdo a una paz por separado con un gobierno no-nazi, incluso si Hitler fue asesinado. Leber, en particular, había argumentado que "rendición incondicional" era inevitable y la única pregunta era si sería antes o después de que los soviéticos invadieron Alemania.
En este momento el núcleo de los conspiradores habían comenzado a pensar de sí mismos como hombres condenados, cuyas acciones fueron más simbólicas que reales. El objetivo de la conspiración llegó a ser visto por algunos de ellos como salvar el honor de sí mismos, sus familias, el Ejército y Alemania a través de una cola, si es inútil, el gesto, en lugar de realmente alterar el curso de la historia. Tresckow, dijo a Stauffenberg a través de uno de sus ayudantes, el teniente Heinrich Graf von Lehndorff-Steinort: “Se tiene que intentar el asesinato, coûte que coûte [«cueste lo que cueste», en francés en el original]. Aunque no tenga éxito, se deben tomar medidas en Berlín. Pues el propósito práctico ya no importa nada; lo que importa ahora es que el movimiento alemán de resistencia debe dar el paso decisivo ante el mundo y la historia. Todo lo demás es irrelevante.”
En retrospectiva, es sorprendente que estos meses de planear por los grupos de resistencia en el Ejército y el aparato estatal, en la que decenas de personas estuvieron involucradas y de la que muchos más, incluyendo oficiales de alto rango del Ejército, eran conscientes, al parecer totalmente escapado a la atención de la Gestapo. De hecho, como se señaló anteriormente, la Gestapo había conocido desde febrero de 1943 del grupo de la resistencia tanto de la Abwehr bajo el patrocinio de Canaris y del círculo Goedeler-Beck. Si todas estas personas habían sido detenidas e interrogadas, la Gestapo podría haber cubierto el grupo con sede en el Grupo de Ejércitos Centro, así y el 20 de julio intento de asesinato nunca habría sucedido. Esto plantea la posibilidad de que Himmler sabía de la trama y, por razones propias, le permitió seguir adelante.
Himmler había, de hecho, tenía por lo menos una conversación con un conocido opositor cuando, en agosto de 1943, el prusiano ministro de Finanzas, Johannes Popitz fue a verlo y le ofreció el apoyo de la oposición si quería hacer un movimiento para desplazar a Hitler y asegurar un negociado fin a la guerra. Nada resultó de esta reunión, pero Popitz no fue detenido y Himmler aparentemente no hizo nada para localizar a la red de resistencia que lo que sabía era que operan dentro de la burocracia estatal. Es posible que Himmler, que a finales de 1943 sabía que la guerra era imposible de ganar, permitió que el 20 de julio complot para avanzar en el conocimiento de que si tenía éxito sería el sucesor de Hitler, y podría llegar a una solución de paz. Popitz no fue el único en ver en Himmler un aliado potencial. El general Von Tresckow Bock recomienda a buscar su apoyo, pero no hay pruebas de que así lo hizo. Gordeler al parecer también en contacto indirecto con Himmler a través de un mutuo conocimiento de Carl Langbehn. El biógrafo de Canaris, Heinz Höhne sugiere que Canaris y Himmler estaban trabajando juntos para lograr un cambio de régimen. Todo esto sigue siendo especulación.
Himmler, de hecho, sabía más sobre el nivel real de oposición al régimen nazi que hizo la propia oposición. Para los activistas de la resistencia que parecía que el pueblo alemán siguió ponen su fe en Hitler, no importa lo terrible de la situación militar y económico se había convertido. Pero Himmler estaba recibiendo informes periódicos de la SD (Servicio de Seguridad, el brazo de inteligencia de las SS), sobre el estado real de la moral alemana. Estos fueron recopilados por SS-Gruppenfüher Otto Ohlendorf y fueron extraídas de la amplia gama SD de contactos en toda Alemania. Ellos mostraron un fuerte descenso en la moral civil y en el nivel de apoyo al régimen nazi, a partir después de Stalingrado y la aceleración a través de 1943, los reveses militares continuó, la situación económica se deterioró y los bombardeos aliados de las ciudades alemanas se hizo más intensa. A finales de 1943 Himmler sabía que la mayoría de los alemanes ya no creía que la guerra podía ser ganada y que muchos, quizá la mayoría, habían perdido la fe en Hitler. Pero el miedo de la Gestapo significa que esta desilusión no se tradujo en la oposición política al régimen - a pesar de que, como ya se mostró en las protestas de Rosenstraße, era posible incluso en fecha tan tardía como 1943 organizar con éxito manifestaciones públicas de protesta contra el régimen.
Sin embargo, la resistencia organizada comenzó a agitar durante 1944. Mientras que el SPD y los sindicatos de comercio KPD había sido destruida en 1933, los sindicatos católicos habían disuelto voluntariamente, junto con el Partido de Centro. Como resultado de los sindicalistas católicos habían sido menos reprimida con celo que sus homólogos socialistas, y había mantenido una red informal de activistas. Sus líderes, Jakob Kaiser y Max Habermann, a juzgar por el comienzo de 1944 que era el momento de actuar. Se organizó una red de células de la resistencia en las oficinas gubernamentales en toda Alemania, dispuestos a levantarse y tomar el control de sus edificios cuando la palabra fue propuesta por los militares que Hitler estaba muerto.

## Complot del 20 de julio de 1944

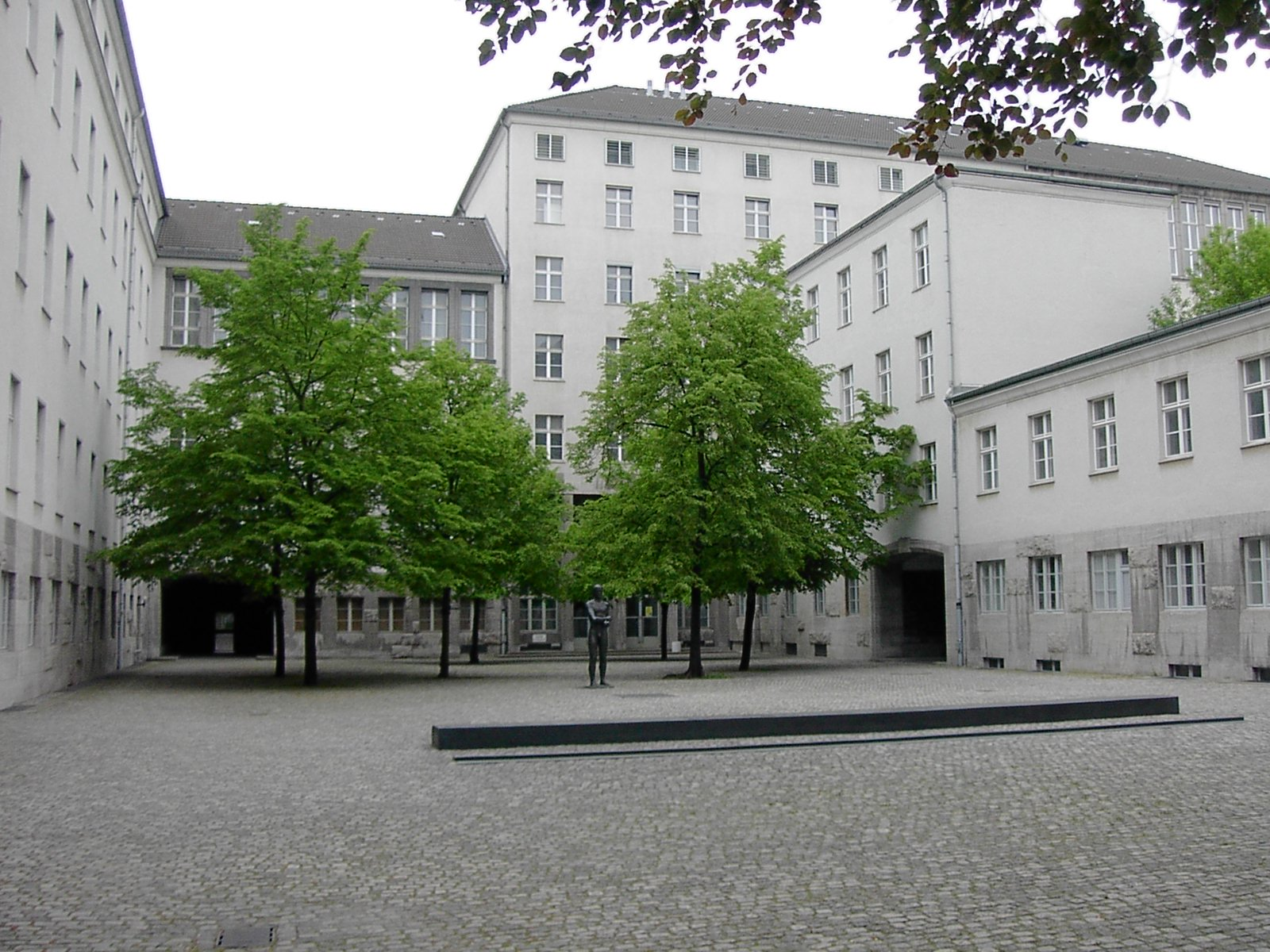
El patio de Bendlerblock, donde Stauffenberg, Olbricht y otros fueron ejecutados

El 1 de julio Stauffenberg fue nombrado jefe del estado mayor del general Fromm, en la sede de la Reserva del Ejército en Bendlerstrasse en el centro de Berlín. Esta posición permitió a Stauffenberg asistir a las conferencias militares de Hitler, ya fuera en Prusia Oriental o en Berchtesgaden, y por lo tanto le daría una oportunidad de oro, tal vez la última que se presentase, para matar a Hitler con una bomba o una pistola. Muchos conspiradores que se habían resistido durante mucho tiempo por razones morales y por el gran poder del que Hitler poseía a la idea de matar al Führer, ahora cambiaron de opinión - en parte debido a que estaban enterados de los informes de los asesinatos en masa en Auschwitz de hasta 400.000 judíos, la culminación del Holocausto. así como de la invasión aliada que había comenzado en junio para liberar la Francia ocupada y la inminente derrota alemana en el frente oriental, Mientras tanto, se ganaron nuevos aliados clave. Como el general Carl-Heinrich von Stulpnagel, el comandante militar alemán en Francia, que tomaría el control en París cuando Hitler muriese y, se esperaba, negociaría un armisticio inmediato con el fin de evitar la invasión de los ejércitos aliados a suelo alemán.
Dos veces a principios de julio Stauffenberg asistió a las conferencias de Hitler llevaba una bomba en su maletín. Pero debido a que los conspiradores habían decidido que Himmler, también, debe ser asesinado si la movilización prevista de la Operación Valquiria fue para tener alguna posibilidad de éxito, que había retenido a última hora porque Himmler no estaba presente - de hecho, era raro que Himmler para asistir a conferencias militares. Antes del 15 de julio, cuando Stauffenberg voló de nuevo a Prusia Oriental, esta condición se había caído. El plan consistía en que Stauffenberg para sembrar el maletín con la bomba en la sala de conferencias de Hitler con un temporizador, se excusa de la reunión, esperar a que la explosión, y luego volar de regreso a Berlín y unirse a los otros conspiradores en el Bendlerblock. Operación Valquiria se movilizarían, la Reserva del Ejército tomaría el control de Alemania y de otros líderes nazis sería arrestada. Beck sería nombrado jefe de Estado, comandante Gordeler Canciller y Witzleben en jefe. El plan era ambicioso y dependía de una racha muy buena, pero no estaba totalmente de fantasía.
Una vez más, el 15 de julio, el intento se canceló en el último momento, por razones que no son conocidos por todos los participantes en las conversaciones telefónicas que llevó a la postergación fueron muertos a finales de año. Stauffenberg, deprimido y enojado, regresó a Berlín. El 18 de julio le llegaron rumores de que la Gestapo había descubierto la conspiración y que podría ser detenido en cualquier momento - esto aparentemente no fue cierto, pero no había la sensación de que la red se acercaba y que la próxima oportunidad para matar a Hitler debe se tomó porque no podría ser otra. A las 10:00 horas el 20 de julio Stauffenberg voló de regreso a Rastenburg para otra conferencia militar de Hitler, una vez más con una bomba en su maletín. Es notable en retrospectiva que a pesar de la manía de Hitler para la seguridad, los oficiales de asistir a sus conferencias no se realizaron búsquedas.
A eso de las 12:10 comenzó la conferencia. Stauffenberg, después de haber activado el temporizador en la bomba, colocó su maletín debajo de la mesa alrededor de la cual Hitler y más de 20 oficiales estaban sentados o de pie. Después de diez minutos, hizo una excusa y salió de la habitación. A las 12:40 estalló la bomba, la demolición de la sala de conferencias. Varios oficiales fueron asesinados, pero no a Hitler. Posiblemente había sido salvado por la pierna fuerte roble de la mesa de conferencias, detrás de la cual había sido maletín de Stauffenberg izquierda, desvía la explosión. Pero Stauffenberg, al ver el derrumbe de un edificio en el humo y las llamas, que se supone Hitler estaba muerto, saltó a un coche de personal y se precipitó por la pista de aterrizaje antes de la alarma podría elevarse. Las 13:00 fue aerotransportado.
En el momento en que el avión de Stauffenberg llegó a Berlín a alrededor de las 15:00, el general Erich Fellgiebel, un oficial en Rastenburg que se encontraba en el complot, había sonado el Bendlerblock y le dijo a los conspiradores que Hitler había sobrevivido a la explosión. Este fue un paso fatal (literalmente, así que para Fellgiebel y muchos otros), ya que los conspiradores de Berlín inmediatamente perdieron los nervios, y juzgado, probablemente con razón, que el plan para movilizar a la Operación Valkiria no tendría ninguna posibilidad de éxito una vez que los funcionarios de la Reserva del Ejército sabían que Hitler estaba vivo. No hubo más confusión cuando el avión aterrizó de Stauffenberg y él llamó por teléfono desde el aeropuerto a decir que Hitler estaba, de hecho, muerto. Los conspiradores de Benderblock no sabían a quién creer. Finalmente a las 16:00 Olbricht emitió las órdenes para iniciar la Operación Valkiria. El vacilante general Fromm, sin embargo, llamó por teléfono a Keitel, quien le aseguró que Hitler estaba vivo, y exigió saber el paradero de Stauffenberg. Este dijo a Fromm que el complot había sido rastreado a su cuartel general y que estaba en peligro de muerte.
A las 16:40 Stauffenberg llegó a Bendlerblock. Fromm ahora cambió de bando y trató de Stauffenberg han arrestado, pero Olbricht y Stauffenberg le retuvo a punta de pistola. En ese momento Himmler se había hecho cargo de la situación y ha emitido órdenes de Olbricht contraorden de movilización de la Operación Valquiria. En muchos lugares el golpe de Estado iba por delante, conducido por oficiales que creyeron que Hitler estaba muerto. El Ministerio de Propaganda de la Wilhelmstrasse, con Joseph Goebbels en el interior, estaba rodeado por las tropas. En París Stulpnagel emitido órdenes de detención de los comandantes de las SS y la SD. En Viena, Praga y muchos otros lugares las tropas nazis ocuparon las oficinas del Partido y detuvieron a Gauleiters y oficiales de las SS.
El momento decisivo llegó a las 19:00, cuando Hitler se recuperó lo suficiente como para hacer llamadas telefónicas. Por teléfono él personalmente facultada un oficial leal, el mayor Otto Remer, para recuperar el control de la situación en Berlín. A las 20:00 un furioso Witzleben llegó al Bendlerblock y tuvo una amarga discusión con Stauffenberg, quien todavía insistía en que el golpe podía seguir adelante. Witzleben dejó poco después. En todo este tiempo la toma prevista del poder en París, fue abortado cuando Kluge, que recientemente había sido nombrado comandante en jefe en el oeste, se enteró de que Hitler estaba vivo, cambió de bando con la mayor prontitud y había arrestado Stulpnagel.

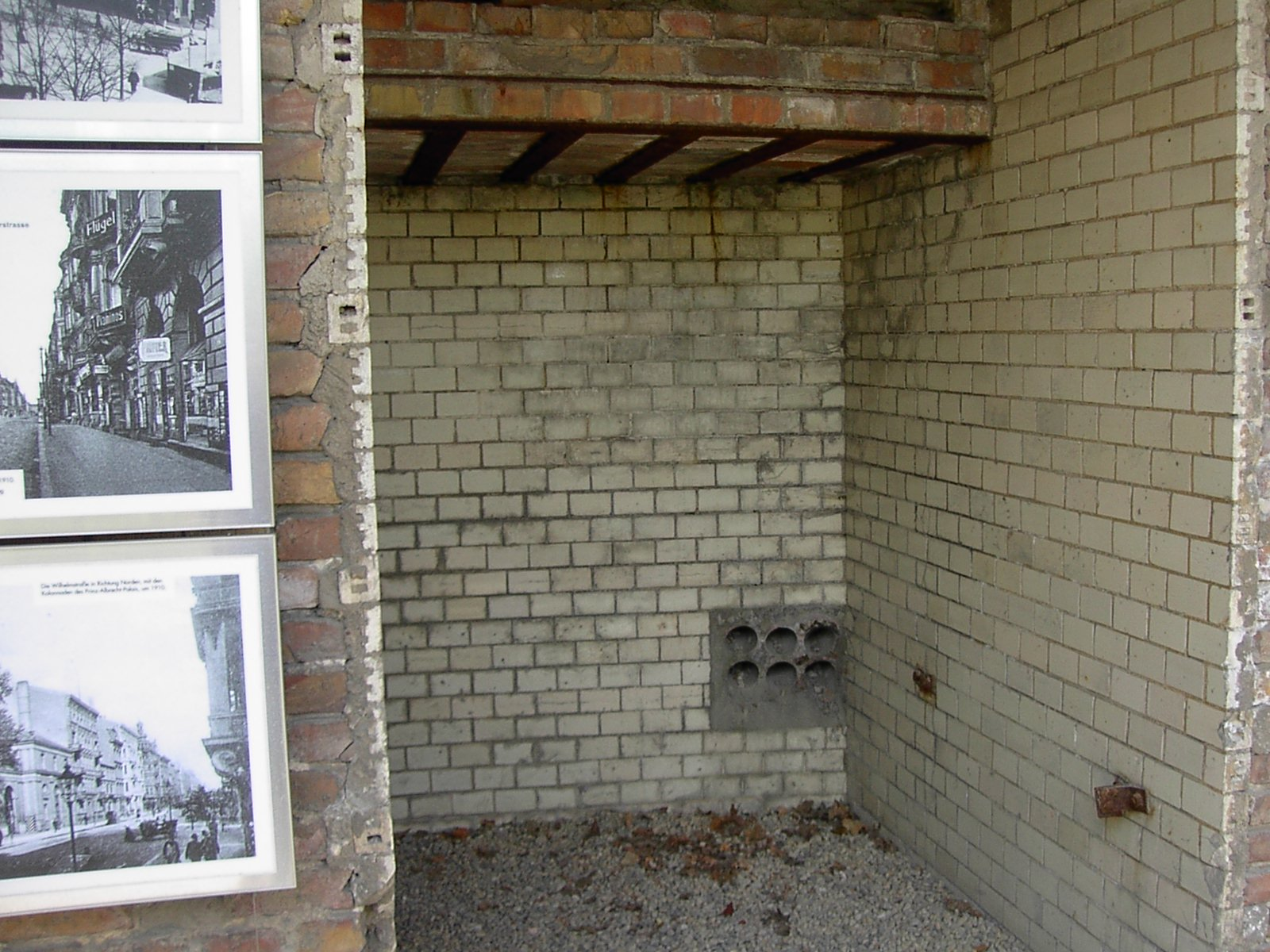
Las celdas del cuartel de la gestapo en Prinz-Albrecht-Strasse, donde varios conspiradores del 20 de julio y otras activistas a la resistencia fueron torturados

Los miembros menos resueltos de la conspiración en Berlín, también empezaron a cambiar de bando. La lucha estalló en el Bendlerblock entre los funcionarios de apoyo y oposición al golpe, y Stauffenberg fue herido. De las 23:00 Fromm había recuperado el control, con la esperanza de un espectáculo de lealtad celosos para salvar su propia piel. Beck, al darse cuenta el juego había terminado, se pegó un tiro - el primero de muchos suicidios en los próximos días. Fromm declaró que él había convocado un consejo de guerra consistente en sí mismo, y había condenado a Olbricht, Stauffenberg y otros dos oficiales a la muerte. A las 00:10 el 21 de julio fueron fusilados en el patio exterior. Otros que se han ejecutado también, pero a las 00:30 de la SS dirigido por Otto Skorzeny llegó a la escena y más ejecuciones fueron prohibidas. Fromm se fue a ver a Goebbels la demanda de crédito para suprimir el golpe de Estado. Fue arrestado de inmediato.
Ese fue el final de la resistencia alemana. En las próximas semanas la Gestapo de Himmler, impulsado por un furioso Hitler, redondeada en casi todos los que había tenido la más remota relación con el 20 de julio parcela. El descubrimiento de las cartas y diarios en los hogares y las oficinas de los detenidos revelaron las parcelas de 1938, 1939 y 1943, y esto condujo a nuevas rondas de detenciones, entre ellas la de Halder, que terminó la guerra en un campo de concentración. Bajo las nuevas leyes de Himmler, Sippenhaft (culpa de la sangre), todos los familiares de los conspiradores principales fueron arrestados. Muchas personas se quitaron la vida, incluyendo Tresckow, Stulpnagel y Kluge.
Muy pocos de los conspiradores trataron de escapar, o de negar su culpabilidad cuando fue detenido. Era como si se sentían que ahora ese honor había sido satisfecho, no había nada más por hacer. Hassell, que estaba en su casa en Baviera, regresó a su oficina en Berlín y el arresto esperado. Otros se entregaron pulgadas Algunos conspiradores lograron escapar - Gisevius a Suiza, por ejemplo. Otros sobrevivieron por suerte o por accidente. Parece que ninguno de los conspiradores implicados nadie, ni siquiera bajo tortura. Fue bien entrado agosto, antes de la Gestapo tuvo conocimiento de el Círculo Kreisau. Goerdeler no fue detenido hasta el 12 de agosto.
Aquellos que sobrevivieron a los interrogatorios fueron sometidos a un juicio superficial ante el Tribunal del Pueblo y su juez nazi intimidante Roland Freisler. Finalmente unas 5.000 personas fueron detenidas y cerca de 200 fueron ejecutados – no todos ellos relacionados con el complot del 20 de julio, ya que la Gestapo aprovechó la ocasión para ajustar cuentas con muchas otras personas sospechosas de simpatizar con la oposición. Después de febrero de 1945, cuando Freisler fue asesinado en un ataque aéreo, que no había pruebas más formal, pero todavía en el mes de abril, con las semanas de guerra lejos de su fin, el diario de Canaris fue encontrado, y muchas personas más estaban implicadas. Las ejecuciones continuaron hasta los últimos días de la guerra.

## Historiografía
Los debates historiográficos sobre el Widerstand a menudo han ofrecido argumentos intensa acerca de la naturaleza, el alcance y la eficacia de la resistencia en el Tercer Reich. En particular, el debate se ha centrado en torno a lo que definen como Widerstand (resistencia).

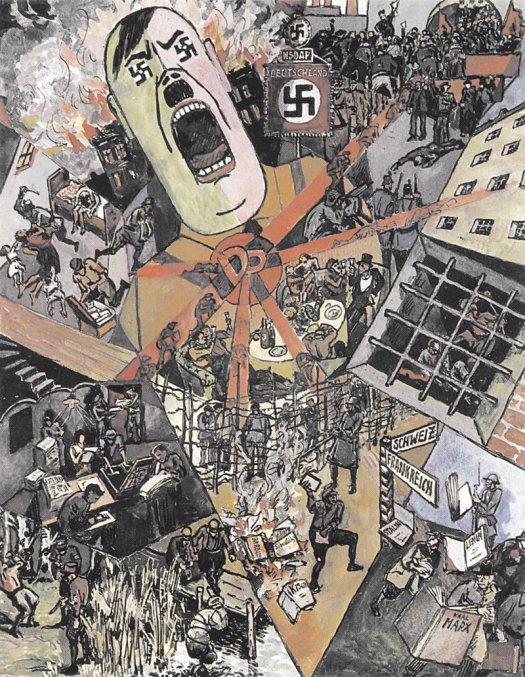
"El Tercer Reich", pintura de 1934 del pintor alemán exiliado antinazi Heinrich Vogeler.

Tanto en la República Federal de Alemania y la República Democrática Alemana, la memoria del Widerstand fue aprovechada a partir de 1949 como una forma de dotar de legitimidad a los dos estados alemanes rivales. En el este de Alemania, la atención se centró en la celebración de la KPD, que estuvo representada, ya que sólo la fuerza antifascista en Alemania, la resistencia no comunista fue ignorada o despreciada. En el este de Alemania, el trabajo histórico sobre el tema del Widerstand estuvo altamente politizado y retrata la resistencia del KPD tan heroicamente como sea posible. El tono general de trabajo de Alemania Oriental sobre el tema fue muy bien resumido por la introducción del libro Die deutsche antifaschistische Widerstandsbewegung de 1974, que decía: "El movimiento de resistencia alemana contra el fascismo, sobre todo el KPD y las fuerzas aliadas a ella, encarnaba la línea progresista de la política alemana. La fuerza política más coherente de este movimiento, el KPD, realizado desde el primer día de la dictadura fascista, organizado y, centralmente dirigido la lucha contra el imperialismo... La expresión de la victoria de la antifascistas decidida después de la destrucción del fascismo la Unión Soviética, y los otros estados de la coalición anti-Hitler, y la derrota del imperialismo alemán es la existencia de la RDA en el que se dio cuenta de la herencia de lo mejor del pueblo alemán que dieron sus vidas en la lucha antifascista”.
En el oeste de Alemania, las primeras obras que aparecen sobre el tema, tales como los libros de Hans Rothfels y Gerhard Ritter, estaban destinados tanto para refutar la "culpabilidad colectiva" las acusaciones contra el pueblo alemán, mostrando la existencia de la "otra Alemania", y para evitar otro Dolchstoßlegende de emerger por retratar a las personas involucradas en actividades Widerstand a la luz tan heroico como sea posible. Bajo la influencia de la Guerra Fría, a partir de la década de 1940, y continuando durante la década de 1950, el trabajo historiográfico sobre el tema en la República Federal llegó a aumentar excluir la KPD, ay le asigna un papel de menor importancia a la SPD. En su biografía de Goerdeler, Ritter hizo una distinción entre aquellos alemanes que trabajan para la derrota de su país, y los alemanes que trabajan para derrocar al régimen nazi, mientras que ser leal a Alemania. Por lo tanto, en vista de Ritter, Goerdeler fue un patriota, mientras que los que participan en la Rote Kapelle fueron traidores que merecían ser ejecutados. En general, los historiadores de Alemania Occidental en la década de 1950 llegó a definir Widerstand ya que sólo nacional-conservadores que participan en el complot del 20 de julio, y una "monumentalización" y "heroicization" de Widerstand ocurrido con las personas involucradas en los créditos como actuando desde el más alto posibles motivos éticos y morales. En la década de 1950, la resistencia era representada como de clase media y cristiana con el énfasis en la situación individual heroica solo contra la tiranía.
A partir de la década de 1960, una nueva generación de historiadores de Alemania Occidental, tales como Hans Mommsen empezó a proporcionar una evaluación más crítica de Widerstand dentro de las élites alemanas, y llegó a denunciar la "monumentalización" de la década de 1950. En dos artículos publicados en 1966, Mommsen corroborara la afirmación de avanzada a menudo en la década de 1950 que las ideas detrás de "los hombres del 20 de julio", fueron la inspiración para la Ley Fundamental de 1949 de la República Federal era falsa. Mommsen mostró que las ideas de la oposición nacional-conservador de los nazis tenía su origen en el derecho anti-Weimar de la década de 1920, que el sistema nacional-conservadores querían construir en el lugar del nazismo no era una democracia, y que los conservadores nacionales-deseaba ver una "Gran Alemania" gobernando sobre gran parte de Europa Central y Oriental.
Otro punto de vista avanzado en el debate fue la de Mommsen, que advirtió contra el uso de la terminología abiertamente rígida, y habló de un tipo de variedad de "prácticas de resistencia" (Widerstandspraxis), por el cual quería decir que había diferentes tipos y formas de resistencia, y que la resistencia debe ser considerado como un "proceso", en el cual los individuos llegaron al aumento de rechazar el sistema nazi en su totalidad. Como ejemplo de la resistencia como un "proceso", Mommsen utilizó el ejemplo de Carl Friedrich Goerdeler, que inicialmente apoyaron a los nazis, se convirtió cada vez más desilusionados nazi políticas económicas mientras se desempeñaba como Comisionado de precios a mediados de la década de 1930, y por a finales de 1930 se había comprometido a derrocar a Hitler. Mommsen describe la resistencia nacional-conservador como "una resistencia de los funcionarios del Estado ", que a lo largo de un período de tiempo llegó a poco a poco abandonó su apoyo anterior del régimen, y en cambio constante llegó a aceptar que la única manera de lograr un cambio fundamental fue que buscan la destrucción del régimen. En lo que respecta a la idea de "la resistencia como un proceso", varios historiadores han elaborado tipologías. El historiador alemán Detlev Peukert creó una tipología que va desde "no conformidad" (en su mayoría a cabo en privado y sin incluir el rechazo total del sistema nazi), "la negativa de la cooperación" (Verweigerung), la "protesta" y, por último, la "resistencia "(quienes están comprometidos con el derrocamiento del régimen). El historiador austríaco Gerhard Botz abogó por una tipología que empiezan por "conducta desviada" (actos de menor importancia de no conformidad), "protesta social" y "resistencia política".